# Historia Bułgarii (681–1018)
Pierwsze państwo bułgarskie – państwo bułgarskie istniejące w latach 681–1018 na Półwyspie Bałkańskim, mające stolicę najpierw w Plisce, a następnie w Presławiu. W okresie swego największego rozwoju terytorialnego na początku IX wieku zajmowało powierzchnię ok. 400 000 km² i obejmowało w całości tereny dzisiejszej Bułgarii, a częściowo również: Albanii, Czarnogóry, Grecji, Macedonii Północnej, Rumunii, Serbii, Turcji, Ukrainy i Węgier.
Powstało w wyniku najazdu Bułgarów pod wodzą Asparucha na tereny położone na południe od dolnego Dunaju (Mezja), zamieszkiwane przez słowiańskich Sklawinów i Antów. W historii pierwszego państwa bułgarskiego można wyróżnić cztery podstawowe okresy: początki, związane z organizacją podbitych terenów w VII–VIII wieku, rozwój Imperium Bułgarskiego za czasów Kruma i jego następców, apogeum potęgi imperium po przyjęciu chrześcijaństwa w 865 r. oraz stopniowy upadek po śmierci Symeona I. Przez większość okresu swego istnienia państwo to prowadziło wojny z Cesarstwem Bizantyjskim. W 1018 r. zostało podbite przez Bizancjum.
Pierwsi władcy bułgarscy są nazywani chanami. W 913 r. Symeon I przyjął godność cara, zapoczątkowując tym samym istnienie pierwszego carstwa bułgarskiego.

## Początki państwa

### Założenie państwa przez chana Asparucha

#### Migracja Protobułgarów znad Morza Czarnego
Pierwszym w szeregu wydarzeń, które doprowadziły do powstania państwa bułgarskiego, był najazd Chazarów na stepy nadczarnomorskie po śmierci chana Kubrata, najwybitniejszego władcy Wielkiej Bułgarii, państwa zamieszkujących tam Protobułgarów. Najazd datuje się na lata 60. VII stulecia. Synowie i następcy Kubrata nie mogąc powstrzymać uderzenia Chazarów rozproszyli się w następnych latach w różnych kierunkach. Asparuch, trzeci z synów Kubrata, niewątpliwie walczył z Chazarami nad Morzem Czarnym, uległ jednak ich przewadze i wraz ze swym ludem opuścił ziemie pierwszej Bułgarii, by szukać miejsca na drugą. Asparuch udał się w ślad za częścią swoich współplemieńców, którzy już od lat 50. VII wieku zaczęli osiedlać się nad Dunajem, na południe. Ponieważ ziemie te podlegały zwierzchnictwu kaganatu awarskiego stoczył zwycięskie walki z Awarami i osiedlił się ze swym ludem w delcie Dunaju, zakładając obóz warowny na wyspie Pewka nazwany najprawdopodobniej Ongyłem.

#### Wojna z Bizancjum
Pojawienie się około 679 roku wielkich rzesz Bułgarów w rejonie delty Dunaju wywołało zrozumiały niepokój cesarza bizantyjskiego Konstantyna IV. Spotęgowały go uzyskiwane od wywiadowców informacje, że Bułgarzy przygotowują się do inwazji na położoną na południe od Dunaju Dobrudżę oraz że układają się ze Słowianami zamieszkującymi prowincję Mezję. Wiosną Konstantyn IV wyprawił dwie armie. Jedną drogą lądową przez Trację w celu spacyfikowania Słowian, drugą drogą morską. Flota przewożąca cesarza i wojska piesze wylądowała na północ od delty Dunaju, natomiast jazda, która miała się połączyć z głównymi siłami ugrzęzła w bagnach naddunajskich. Bułgarzy nie przyjęli walnej bitwy zamykając się w swoim warownym obozie. Na dodatek bagienny klimat delty nadszarpnął zdrowie cesarza i Konstantyn z 7 okrętami odpłynął do Messembrii. W wojsku bizantyjskim rozeszła się pogłoska, że cesarz zbiegł. Wybuchła panika, której dowódcom nie udało się opanować. Za uciekającym wojskiem bizantyjskim ruszyli Bułgarzy – wtargnęli za Dunaj i dotarli aż pod Warnę. Jeszcze w tym samym 680 roku Asparuch najechał Trację. W 681 roku Cesarz Konstantyn IV zawarł pokój z Bułgarami – uznał ich osiedlenie się w Mezji i zobowiązał się ku hańbie Romejów – jak pisał bizantyjski kronikarz – do płacenia Asparuchowi rocznej daniny.

#### Organizacja państwa
Ziemie pomiędzy Dunajem a Starą Płaniną w chwili inwazji Bułgarów, choć nominalnie bizantyjskie, były zamieszkane w większości przez słowiańskie plemiona Siewierców i Siedmiu Rodów, w rękach greckich pozostawały głównie nadmorskie miasta. Oblicza się, że liczba Bułgarów, którzy z Asparuchem przekroczyli Dunaj w 680 roku mogła wynosić około 50 tysięcy. Przesądziło to od razu o charakterze stosunków z plemionami zamieszkującymi te tereny. Bułgarzy po odparciu armii bizantyjskiej rozlokowali się, prawdopodobnie ze względów strategicznych na północy, wysiedlając z Dobrudży i wschodniej części Dolnej Mezji Słowian. Ich liczebność nie pozwalała im na rozproszenie się po całym kraju. Asparuch podporządkował sobie najpierw plemię Siedmiu Rodów, a następnie podbił i zwasalizował Siewierców. O ile jednak plemię Siedmiu Rodów było zmuszone do uiszczania Bułgarom rocznego trybutu, Siewiercy byli jak się zdaje wolni od tej daniny. Rodzaj sojuszu jaki Asparuch zawarł ze Słowianami zobowiązywał plemię Siedmiu Rodów do obrony zachodniej granicy przed Awarami, a Siewierców do pilnowania przełęczy na południu. Asparuchowi przypisuje się też założenie pierwszej stolicy Bułgarii w Plisce. Pierwsza stolica państwa bułgarskiego została zlokalizowana również na północy, na zachód od Warny. Była pierwotnie obozem wojskowym otoczonym wałem ziemnym z drewnianą palisadą na szczycie, w którym ustawione zostały skórzane jurty.
W 685 roku Asparuch włączył do swojego państwa dolinę Timoku i zamieszkujące ją plemię Timoczan. W 688 roku następca Konstantyna IV, cesarz Justynian II wznowił wojnę z Bułgarami i Słowianami. Działania wojenne prowadzone były w Tracji, a więc nominalnie na terytorium bizantyjskim, zalanym jednak na początku VII wieku przez Słowian. Justynianowi udało się przebić ze swoją armią do Tesaloniki i wysiedlić znaczne masy Słowian z okolic miasta do Azji Mniejszej. Asparuch zaatakował powracającą armię bizantyjską, lecz nie udało mu się jej rozbić. Zginął w trzy lata później w bitwie z Chazarami na północ od Dunaju.

### Terweł – nowy kierunek polityki

#### Wyprawa na Konstantynopol
Następca Asparucha Terweł (700–718) zaraz na początku swego panowania poparł obalonego cesarza bizantyjskiego Justyniana II. Justynian II został pozbawiony władzy w 695 roku, zwycięzcy obcięli mu nos i zesłali do Chersonezu. Po kilku latach więzienia cesarz zbiegł na dwór kagana chazarskiego, a gdy ten chciał go wydać poselstwu bizantyjskiemu, uciekł do Pliski na dwór chana Terweła. W otoczeniu Terweła doszło wówczas do konfliktu w kwestii udzielenia poparcia Justynianowi. Ostatecznie jesienią 705 roku Terweł wyruszył na czele 15 tysięcznej armii bułgarsko-słowiańskiej na Konstantynopol. Mury stolicy Cesarstwa były zdolne oprzeć się liczniejszym napastnikom. Obrońcy, czując się za nimi całkiem bezpieczni drwili sobie z Justyniana i jego dynastycznych roszczeń. Justynian był jednak człowiekiem wielkiej energii. Czwartej nocy od rozpoczęcia oblężenia z kilkoma śmiałkami wczołgał się do miasta przez rurę miejskiego akweduktu. Jego pojawienie się w mieście sparaliżowało obrońców. Cesarz Tyberiusz II uciekł z miasta, a Justynian ponownie zajął pałac na Blanchernach. Po odzyskaniu tronu Justynian II okazał się hojny dla swojego dobroczyńcy. Wznowił wypłatę trybutu, którą Konstantyn IV zobowiązał się wypłacać Bułgarii, a Terweł na znak specjalnego wyróżnienia otrzymał tytuł cezara. Nie uprawniał on wprawdzie chana do udziału w rządzeniu Cesarstwem, ale zapewniał mu honory równe cesarskim. Po raz pierwszy został przyznany obcemu księciu. Przed powrotem do Bułgarii, hojnie obdarowany Terweł przyjął, jako nowo kreowany cezar hołdy od mieszkańców i wojska. Jako zapłatę za oddane usługi pozwolono mu też włączyć do Bułgarii małą dzielnicę Zagoria (między wschodnią częścią Starej Płaniny a Strandżą) wraz z Zatoką Burgaską.

#### Wojny z Bizancjum
W trzy lata później Justynian zwrócił się przeciw swym dawnym bułgarskim sprzymierzeńcom i na czele silnej armii wylądował w Anchialos (obecnie Pomorie) Terweł niespodziewanie zaatakował zgromadzone pod Anchialos wojska i całkowicie rozgromił Bizantyjczyków. Przyczyna konfliktu nie jest znana.
W ostatnich dniach 709 lub na początku 710 roku wybuchło w Bizancjum powstanie przeciw Justynianowi II. W styczniu 711 roku miasto otwarło swe bramy przed uzurpatorem Bardanesem. Terweł niezbyt energicznie wsparł swego wcześniejszego sojusznika, wysyłając na pomoc cesarzowi kilkutysięczny oddział wojska, który na wieść o śmierci Justyniana II zawrócił do Bułgarii. Nie przeszkodziło to chanowi ogłosić się w następnym roku mścicielem zgładzonego cesarza i najechać Cesarstwa. Wojska Terweła spustoszyły Trację i dotarły bez przeszkód pod sam Konstantynopol. Bardanes próbował ściągnąć na pomoc oddziały z temu Opsykion, te jednak zbuntowały się przeciwko cesarzowi. Terweł poprzestał na splądrowaniu i zniszczeniu bogatych willi podmiejskich i wycofał się przed nadciągającymi wojskami buntowników. W czerwcu 713 roku Bardanes został zdetronizowany i oślepiony, a władzę objął kandydat armii Anastazjusz II. Prawdopodobnie, wykorzystując zamęt w Cesarstwie, Terweł zdobył znajdującą się w bizantyjskich rękach Warnę. Chcąc zapobiec w przyszłości niespodziewanemu atakowi floty bizantyjskiej nakazał usypać wzdłuż południowego brzegu Zatoki Warneńskiej ogromne wały ziemne – wysokie na 6 metrów i długie na 3 kilometry.
Pod koniec 715 roku po trwającej pół roku wojnie domowej miejsce Anastazjusza II zajął Teodozjusz III. Wykorzystując trudne położenie Cesarstwa zagrożonego przez Arabów, Terweł po raz kolejny wyprawił się na Konstantynopol. Teodozjusz poprosił o pokój. Traktat pokojowy, którego treść przekazał nam Teofanes, zawierał 4 punkty:
- Linię graniczną między obu państwami wytyczono wzdłuż linii ufortyfikowanej później przez Bułgarów i znanej jako Wielki Mur, ciągnącej się od Zatoki Burgaskiej do Maricy na odcinku między Filopopolem a Adrianopolem.
- Cesarz miał dostarczać Bułgarom roczną daninę w skórach i kosztownych szatach o wartości 30 funtów złota.
- Obie strony zobowiązywały się do wymiany jeńców i ekstradycji zbiegów.
- Wraz z traktatem pokojowym oba państwa zawarły traktat handlowy. Zezwalał on na swobodne poruszanie się i uprawianie handlu wymiennego pomiędzy Bułgarią a Bizancjum pod warunkiem, że kupcy (emporeuomenoi) będą zaopatrzeni w dokumenty, a skrzynie z towarami w plomby.

Traktat miał fundamentalne znaczenie ekonomiczne dla młodego państwa bułgarskiego Pozwolił Bułgarom odgrywać coraz aktywniejszą rolę w eksporcie trackiego zboża do miast bizantyjskich, głównie na wybrzeżu Morza Czarnego oraz na import wyrobów z Konstantynopola i krajów śródziemnomorskich na Bałkany.

#### Pomoc przeciw Arabom
W 717 roku Leon III, Izauryjczyk obalił cesarza Teodozjusza. Na dworze chana bułgarskiego pojawił się poprzedni władca bizantyjski Anastazjusz. Terweł udzielił mu swego poparcia. Leon niezbyt jeszcze pewnie władający Cesarstwem, a nadto zagrożony przez Arabów, ratyfikował traktat z Bułgarią z 716 roku, a Terweł cofnął swoje poparcie dla Anastazjusza.
1 września 717 roku flota arabska stanęła u wejścia do Złotego Rogu. Rozpoczęło się drugie wielkie oblężenie Konstantynopola przez Arabów. Terweł, wezwany przez cesarza na pomoc, lojalnie pospieszył swemu sprzymierzeńcowi z odsieczą. Spadł na niespodziewających się ataku Arabów, zadając im poważne straty. Według Teofanesa wymordował około 20 tysięcy Arabów i z bogatym łupem powrócił do siebie. Ostatecznie 15 sierpnia 718 roku wódz arabski Moslemah odstąpił od oblężenia. Terweł zmarł prawdopodobnie jeszcze w 718 roku.

## Kryzys państwa w połowie VIII wieku

### Ostatni chanowie z rodu Dulo
Kroniki bizantyjskie, podstawowe źródło wiedzy o wczesnym etapie historii Bułgarii po 718 roku milkną na prawie 40 lat w kwestii bułgarskiej. Jest to interpretowane jako dowód na pokojowe współistnienie Bizancjum i Bułgarii za panowania następców Terweła. Szczególnie że Cesarstwo musiało w tych latach zmagać się z poważnym zagrożeniem ze strony Arabów. O następcach Terweła niewiele możemy powiedzieć. Na podstawie Imiennika chanów protobułgarskich zawierającego spis chanów bułgarskich do połowy VIII wieku, znamy ich imiona i czas panowania. Wiemy, że po śmierci Terweła władzę objął nieznany z imienia chan z rodu Dulo, najprawdopodobniej syn Terweła (718–725), jego następcą został Sewar (725–740), ostatni władca bułgarski z rodu Dulo.
Lata panowania tych władców są niepewne. Bizantyjczycy prawdopodobnie nadal płacili trybut przyrzeczony traktatem z 716 roku. Pochodzące z początków VIII wieku wały ziemne na granicy północnej i zachodniej mogą świadczyć, że stosunki z Awarami i Chazarami nie układały się tak pomyślnie, ale trudno w tym względzie o pewność.
| Historycy Chanowie | W. Złatarskiego (1918) | S. Runcimana (1930) | G. Ostrogorskiego (1963) | D. Langa (1976) | T. Wasilewskiego (1988) | J. Andrejewa (1994) |
| ------------------ | ---------------------- | ------------------- | ------------------------ | --------------- | ----------------------- | ------------------- |
| Terweł             | 701                    | 701                 | 701                      | 701             | 702                     | 700                 |
| Bezimienny chan    | 718                    | 718                 | 718                      | 718             | 718                     | 721                 |
| Sewar              | 724                    | 724                 | 725                      | 725             | 725                     | 738                 |
| Kormisosz          | 739                    | 739                 | 740                      | 740             | 740                     | 753                 |
| Winech             | 756                    | 756                 | 756                      | 756             | 756                     | 756                 |
| Telec              | 761                    | 761                 | 762                      | 761             | 762                     | 762                 |
| Sabin              | 764                    | 765                 | 765                      | 763             | 765                     | 765                 |
| Umar               | 766                    | 766                 | 767                      |                 | 767                     | 766                 |
| Toktu              | 766                    | 766                 | 767                      |                 | 767                     |                     |
| Pagan              | 767                    | 765 i 766           | 772                      |                 | 767                     |                     |
| Telerig            | 768/9                  | najpóźniej w 772    | ok. 772                  | ok. 772         | ok. 772                 |                     |
| Kardam             | 777                    | 777                 | 777                      | 777             | 777                     |                     |

### Dominacja Konstantyna Kopronima
Wraz z początkiem panowania Kormisosza (740–756) władzę nad Bułgarią przejął ród Ukil. Nie jest jasne czy nastąpiło to wskutek naturalnego wygaśnięcia dynastii czy też w drodze przewrotu. Pod koniec panowania Kormisosza sytuacja międzynarodowa uległa zmianie. Bizantyjczycy zażegnali niebezpieczeństwo arabskie. Już wcześniej cesarz Konstantyn V Kopronim wzniósł na granicy bułgarskiej linię twierdz i obsadził je Syryjczykami i Ormianami z okolic Teodozjopola i Meliteny – wyznawcami herezji paulicjańskiej. W 755 r. (według innych źródeł w 756 r.) Kormisosz zażądał daniny za założone przez cesarza warownie na granicach, lecz odpowiedź Konstantyna była odmowna. W rezultacie Bułgarzy jeszcze w tym samym roku najechali Trację docierając aż po zewnętrzne mury Konstantynopola, gdzie zostali rozbici i zmuszeni do odwrotu. Przypuszcza się, iż klęska wyprawy stała się także powodem upadku Kormisosza i objęcia władzy przez chana Winecha (756–762) również z rodu Ukil.
W 756 roku cesarz wysłał do ujścia Dunaju flotę złożoną z 500 okrętów, a sam wyruszył z drugą armią przez Trację. Bułgarzy, rozbici pod Markellai (Karnobat), schronili się w górach. Winech został zmuszony do podjęcia rokowań pokojowych, wysłania zakładników i zwrócenia cesarstwu zdobytej przez chana Terweła prowincji Zagoria. W trakcie kolejnej wyprawy, w 759, Winech rozbił armię cesarską w wąwozie Beregawa w masywie górskim Starej Płaniny, zgarniając bogate łupy. Nie wykorzystał jednak zwycięstwa do całkowitego rozbicia resztek armii bizantyjskiej lecz przystąpił do rokowań pokojowych. Ród Ukil stał na czele prosłowiańskiego obozu bojarstwa bułgarskiego i utrzymywał się przy władzy dzięki współpracy z plemienną arystokracją słowiańską, a ta mogła utrzymywać swoją pozycję w państwie jedynie prowadząc politykę probizantyjską. Bunt opozycji wielkobojarskiej doprowadził w 762 roku do obalenia chana i wymordowania jego rodziny wraz ze wszystkimi przedstawicielami rodu Ukil na dworze w Plisce.
Opozycja wielkobojarska wyniosła do władzy Teleca (762–765) z rodu Ugain. W związku ze zwycięstwem w łonie arystokracji protobułgarskiej nastrojów wojennych i antybizantyjskich w polityce wewnętrznej wziął górę kurs antysłowiański. W wyniku zmiany władzy i położenia, masy ludności słowiańskiej, kronikarze bizantyńscy obliczają je na 208 tysięcy, opuściły państwo przenosząc się na tereny Cesarstwa. Uchodźcy zostali w większości osiedleni przez administrację bizantyńską na terenie temu Opsikion w Bitynii. Wykorzystując osłabienie Bułgarii cesarz Konstantyn V Kopronim podjął wielką wyprawę na Bułgarię. 800 łodzi przewiozło na brzeg bułgarski 9600 konnych. 30 czerwca 763 roku w bitwie pod Anchialos wojska bułgarskie zostały całkowicie rozbite. Klęska zaowocowała przewrotem pałacowym, obaleniem i śmiercią Teleca. Chanem został probizantyjsko nastawiony Sabin (765–767).
Sabin był zięciem chana Kormisosza i dlatego zapewne jest zaliczany do władców z dynastii Ukil. Po objęciu władzy wysłał do cesarza Konstantyna V posłów z prośbą o rozpoczęcie rozmów pokojowych. Ponieważ na dworze chana stronnictwo antybizantyjskie było bardzo silne, rokowania prowadzono w tajemnicy. Po zawarciu układu pokojowego podporządkowującego Bułgarię cesarstwu arystokracja protobułgarska, wystąpiła na zgromadzeniu ludności przeciwko zawartemu układowi. Sabin został oskarżony o zdradę, zgromadzeni podjęli decyzję o kontynuowaniu walki z cesarstwem, co dla chana oznaczało w praktyce koniec panowania. Przez Mesembrię zbiegł do Konstantynopola, gdzie został serdecznie przyjęty, zapewne ze względów politycznych, przez cesarza. Specjalni wysłannicy sprowadzili wkrótce do bizantyjskiej stolicy całą jego rodzinę, aby zapobiec zemście za ucieczkę Sabina.
Rok 767 był nadzwyczaj burzliwy. Uciekający z Pliski Sabin przekazał władzę Umarowi, ostatniemu przedstawicielowi rodu Ukil na tronie chanów. Umarowi udało się utrzymać przy władzy jedynie 40 dni. Zwycięstwo stronnictwa wojennego i stojącego na jego czele Toktu doprowadziło do kolejnej wyprawy Konstantyna na Bułgarię. Toktu został obalony, a władzę cesarz przekazał reprezentantowi kierunku ugodowego Paganowi (767–772). Wkrótce po objęciu władzy Pagan udał się osobiście do Konstantynopola, by podjąć rozmowy z cesarzem Konstantynem V Kopronimem. Cesarz zwodził go obietnicami. Ostatecznie pokój został zawarty, dla Konstantyna był on jednak jedynie środkiem do zdobycia czasu i przygotowania nowej wielkiej wyprawy na Bułgarię. Wkrótce po zawarciu pokoju wysłannicy cesarscy pochwycili i uwieźli ze sobą zawziętego wroga Bizancjum kniazia Siewierców Sławuna. Droga przez wąwóz Beregawa na Pliskę stanęła dla wojsk bizantyńskich otworem. Cesarz obawiał się jednak zasadzki w górach i ograniczył się jedynie do spalenia dworów chana w górach i zbrojnej demonstracji. Około 770 roku Konstantyn przedsięwziął kolejną wyprawę przeciwko Bułgarii. Flota złożona z 2600 łodzi wyruszyła z Konstantynopola z około 30 000 konnych żołnierzy, niezależnie od tego cesarz wyruszył z drugą armią drogą lądową. Tym razem burza morska, która rozbiła flotę, pokrzyżowała plany cesarza. Nieudolność Pagana sprowokowała do buntu niezadowolonych bojarów, którzy obalili go i obrali chanem przywódcę stronnictwa wojennego Teleriga (772–777). Po wybuchu buntu, Pagan uciekł z Pliski do Warny, gdzie został zamordowany przez własne sługi.

### Przesilenie
Wiosną 773 roku niezmordowany cesarz bizantyński Konstantyn V podjął kolejną, ósmą już wyprawę przeciw Bułgarii z udziałem floty, która na 2000 łodzi przewiozła pod Warnę około 24 000 konnych żołnierzy. Telerig obronił Warnę za wałami wzniesionymi jeszcze przez Terweła, był jednak zmuszony poprosić o pokój. Wojna zakończona w 774 w następnym roku wybuchła na nowo. Telerig wysłał do Macedonii armię z zamiarem przesiedlenia do wyludnionej Bułgarii mieszkającego nad Wardarem w tzw. Berzitii północnomacedońskiego plemienia Brsjaków. Konstantyn V zgromadził naprędce, pod pozorem wyprawy na Arabów, wojsko i rozbił 12 tysięczny oddział bułgarski.
Po klęsce wyprawy Telerig doszedł do wniosku, iż wśród jego świty działają zdrajcy, informujący cesarza o wszystkich jego planach. Wysłał więc do cesarza podstępny list, w którym powiadomił go własnych kłopotach, błagając o pomoc w ucieczce i możliwość schronienia się na cesarskim dworze w Konstantynopolu. W tym celu poprosił cesarza o listę osób, do których może się zwrócić podczas przygotowań do ucieczki. Konstantyn V, pewien, że zdobył kolejnego stronnika, ponieważ w przeszłości kilkakrotnie zdarzało się, iż chanowie zwracali się o pomoc, łatwowiernie wysłał Telerigowi taką listę. Dokładnie według tej listy Telerig schwytał i zabił wszystkich zdrajców, rozbijając stronnictwo probizantyjskie. W efekcie Konstantyn V zorganizował kolejną wyprawę przeciw Bułgarom, podczas której jednak zmarł 14 września 775 roku. Pozbawione wodza wojska powróciły do Bizancjum.
Telerig zreorganizował armię kładąc podwaliny pod przyszłe zwycięstwa swych następców. W 777 r. rzeczywiście wybuchł przeciw niemu bunt, i chan musiał uciekać z kraju. Schronił się wtedy w Konstantynopolu, na dworze bizantyńskim. Cesarz Leon IV, syn i następca Konstantyna V nadał mu tytuł patrycjusza. Telerig ochrzcił się przyjmując imię Teofilakta i pojął za żonę krewną cesarzowej Ireny. Pozostał w Konstantynopolu do końca życia.

## Imperium Bułgarskie

### Umocnienie wewnętrzne
Kardama (777 – ok. 802), następcę Teleriga, na tron wyniosła arystokracja plemienna pochodzenia słowiańskiego, która usunęła w cień rody bułgarskie, zdziesiątkowane długotrwałymi wojnami z Bizancjum. Władca wykorzystał przerwę w działaniach wojennych z Grekami i doprowadził do załagodzenia konfliktu wewnętrznego w Bułgarii. Udało mu się znacznie wzmocnić pozycję chana. Władzę swą oparł się na rodach słowiańskich, co przyspieszyło slawizację Bułgarów.
W 787 roku doszło do zatargu pomiędzy Bizancjum a Bułgarią. Cesarzowa bizantyjska Irena wyprawiła się z Anchialos i dotarła do odległej, położonej w głębi lądu miejscowości Berroe (obecnie Stara Zagora), odbudowała ją i nazwała Irenupolis. Z kolei w 789 roku oddziały bułgarskie spustoszyły terytorium plemienia macedońskich Strumian, uznających zwierzchność cesarską. Kulminacyjnym momentem działań wojennych było zwycięstwo Kardama nad wojskami młodocianego syna Ireny, cesarza Konstantyna VI, pod Markellai w 791 r. W wyniku doznanej klęski cesarz został zmuszony do płacenia rocznego trybutu. Bułgarzy stale zwiększali swoje żądania, uciekając się do szantażu i grożąc wznowieniem działań wojennych. Ostatecznie Konstantyn VI w kilka lat później odmówił składania daniny i posłał Bułgarom koński nawóz. Kardam zebrał wojska i wkroczył w granice Cesarstwa. Armie obydwu państw spotkały się pod Adrianopolem w 796 roku, lecz żadna ze stron nie zdecydowała się na wydanie bitwy. Po 17 dniach wyczekiwania Kardam powrócił do Bułgarii rezygnując z daniny. Niepowodzenia Bizancjum w walkach z Bułgarami doprowadziły w następnym roku do przesilenia w Konstantynopolu. Cesarzowa Irena oślepiła własnego syna i zagarnęła całą władzę dla siebie. Chan Kardam do końca swego panowania nie podejmował już działań wojennych przeciw Bizancjum. Zmarł około 802 roku.

### Krum Zwycięzca

#### Objęcie władzy

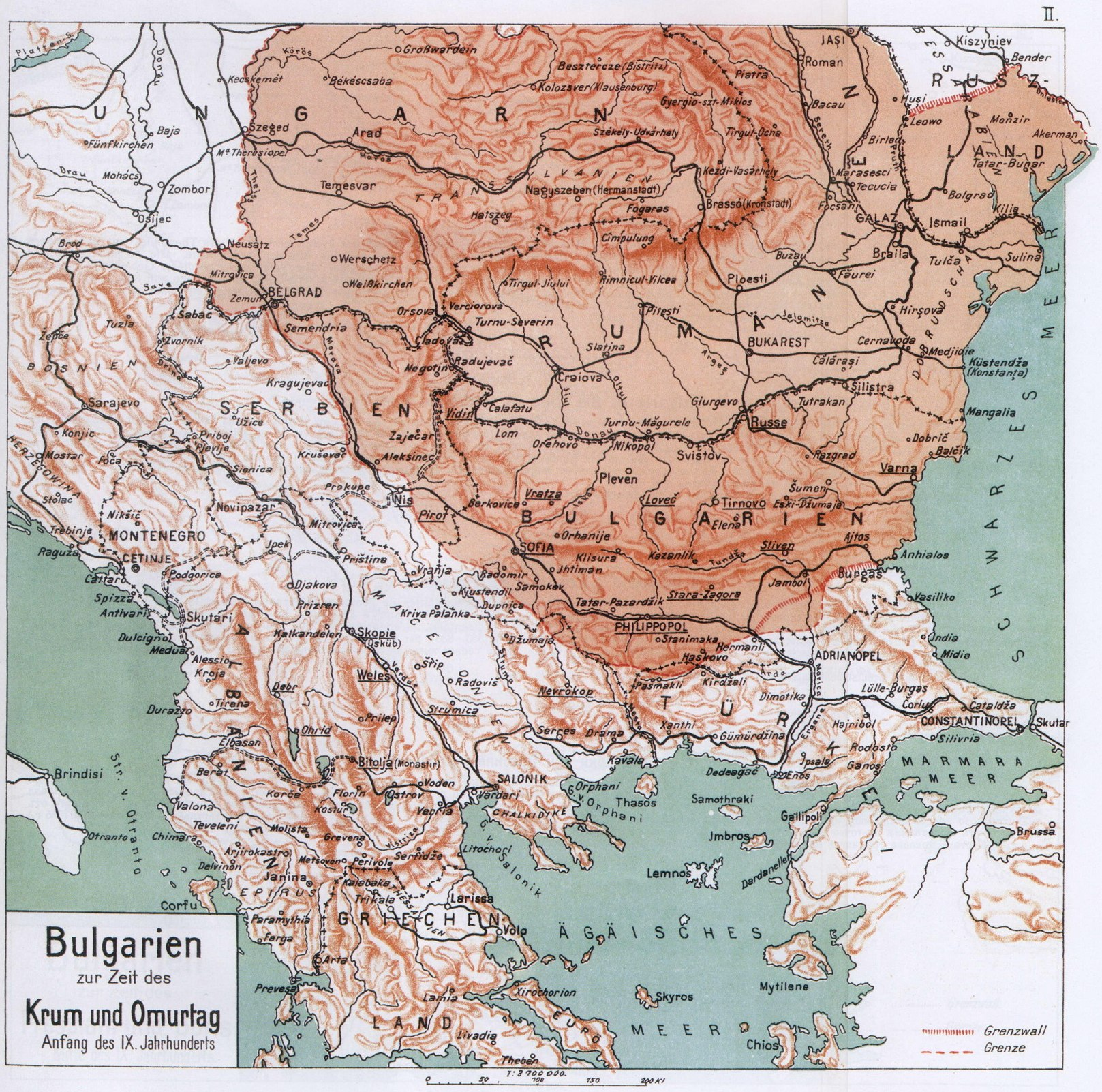
Granice Bułgarii za rządów chana Kruma

Impuls do zmiany układu sił na Bałkanach wyszedł w następnych latach spośród drugiego dużego zbiorowiska Bułgarów w Europie – Bułgarów panońskich, żyjących od kilku pokoleń w państwie awarskim. Nie wiadomo co działo się w Plisce po śmierci Kardama. Jakkolwiek jednak potoczyły się tam wypadki, o przyszłości Bułgarii rozstrzygnąć miały wydarzenia zachodzące za jej zachodnią granicą. Państwo awarskie dożywało swych dni. W 803 roku ziemie od Lasu Wiedeńskiego do Cisy zostały podporządkowane cesarzowi Franków. Rozległe ziemie pomiędzy Cisą, Karpatami i Dniestrem, wraz z obecnym Siedmiogrodem, w walkach z Awarami podporządkował sobie Krum, jak się przypuszcza potomek i przywódca Bułgarów panońskich. Uznaje się, że walki te trwały do około 807 roku, w tym też czasie Krum najprawdopodobniej przyłączył te ziemie do starego słowiańsko-bułgarskiego państwa założonego przez chana Asparucha i ogłosił się najwyższym władcą w Plisce. Stał się w ten sposób panem potężnego państwa sięgającego od Tracji do południowych Karpat i od Cisy po Dniestr leżącego pomiędzy Cesarstwem Bizantyńskim a Cesarstwem Karola Wielkiego.

#### Pierwsze walki z Bizancjum
Gwałtowne przeobrażenia zachodzące w Bułgarii wzbudziły niepokój u jej południowego sąsiada. W roku 807 cesarz Bizantyjczyków Nicefor I Genik wyruszył na wyprawę przeciwko Bułgarom. W połowie drogi był zmuszony zawrócić, gdyż dowiedział się, że w stolicy przygotowywany jest zamach stanu. W międzyczasie chan Krum udzielił pomocy zbuntowanym Słowianom zamieszkującym dolinę rzeki Strymon, rozbił oddział bizantyjski wysłany na odsiecz i przyłączył ich kraj do swojego państwa.
Granicy bizantyńskiej bronił łańcuch potężnych twierdz, na który składały się przede wszystkim: Serdika, Philopopolis, Adrianopol i Dewelt. W roku 809 Krum pojawił się nagle u bram Serdiki (obecnie Sofia). Mimo imponujących fortyfikacji i mocnego garnizonu wdarł się do środka, masakrując sześciotysięczny oddział obrońców i rzesze ludności cywilnej. Wielu greckich oficerów, w tym inżynier Eumathius, przeszło na stronę bułgarską. Z rozkazu chana mury miasta zrównano z ziemią. Tryumf Kruma przyćmiła wyprawa odwetowa cesarza Nicefora, który przeszedł z armią przez całą Bułgarię i zdobył właściwie bez walki stolicę Bułgarów – Pliskę. Grecy splądrowali pałac Kruma i nie niepokojeni wrócili w granice Bizancjum. W drodze powrotnej cesarz nakazał odbudowę Serdiki i obsadził ją garnizonem azjatyckim.

#### Decydująca kampania 811 roku

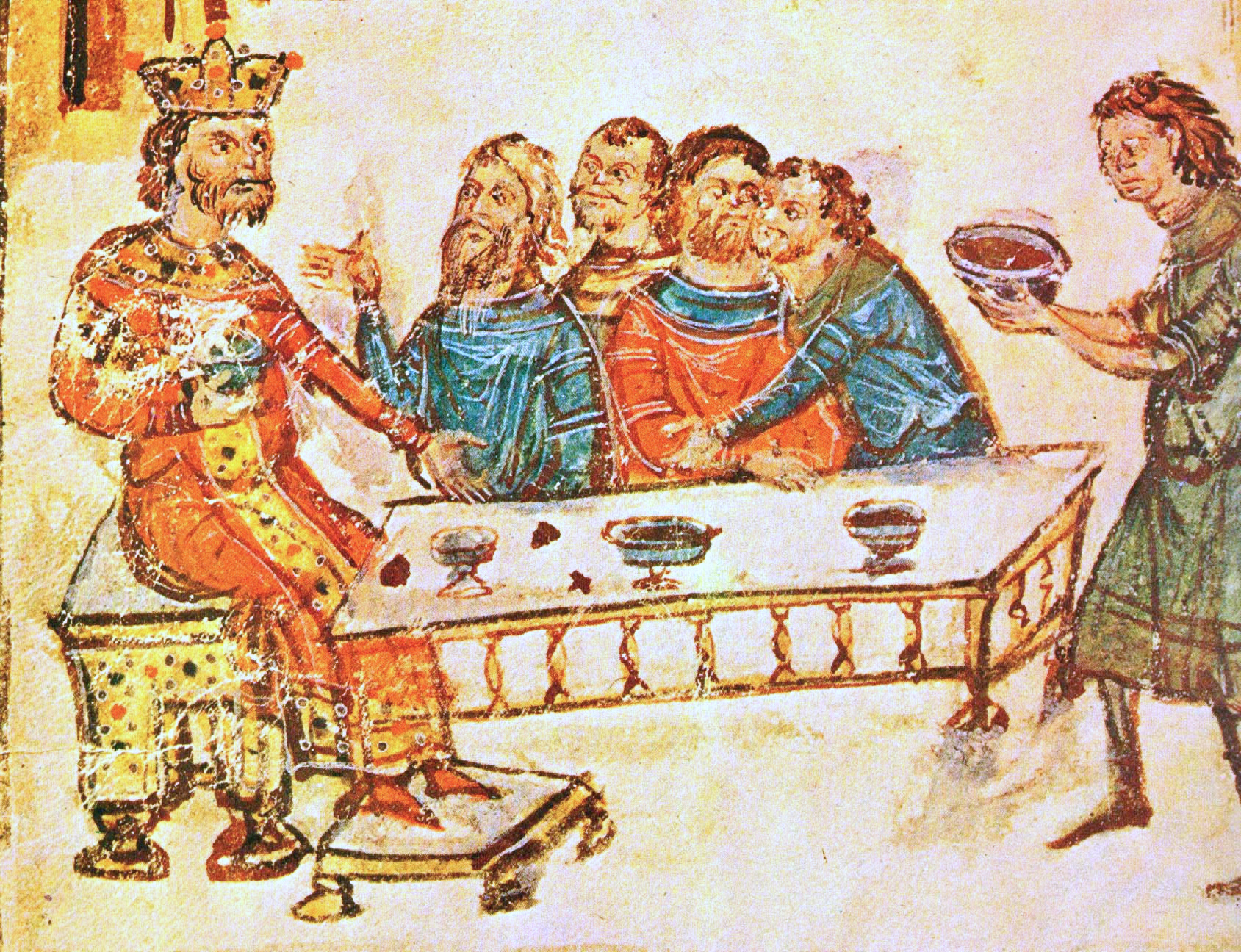
Uczta z udziałem chana Kruma z okazji zwycięstwa nad cesarzem Niceforem

W maju 811 roku cesarz bizantyński Nicefor wraz ze swym synem Staurakiosem wyruszył na kolejną wyprawę. Na granicy państwa w Markellai czekało na niego poselstwo bułgarskie, które chan Krum wysłał celem podjęcia rokowań pokojowych. Chcąc raz na zawsze położyć kres groźbie bułgarskiej Nicefor odrzucił propozycje posłów i pospieszył w stronę Pliski. 20 czerwca zajął ją i spustoszył po raz drugi, po czym powstrzymał na jakiś czas dalszy pochód. W zdobytej stolicy cesarz zezwolił żołnierzom na akty szczególnego okrucieństwa: między innymi rozkazał przyprowadzić ich (Bułgarów) małe dzieci, położyć je na ziemi i miażdżyć kamiennymi dikanjami. Podczas dalszego zwycięskiego pochodu cesarz ponownie odrzucił dalsze usilne prośby Kruma o pokój. Pobity chan wycofał się w góry. Ścigając go w kierunku Serdiki, Nicefor zapędził się w trudną do przebycia partię gór i znalazł się w wąskim stromo wznoszącym się wąwozie pod Wyrbicą. Bułgarzy zamknęli obydwa wyjścia wąwozu drewnianą palisadą, po czym spadli na uwięzionych w pułapce Bizantyńczyków, wycinając armię w pień. W stoczonej w nocy z 26 na 27 lipca 811 roku bitwie na przełęczy Wyrbica wojska cesarskie zostały kompletnie rozbite, a cesarz pojmany i ścięty u stóp chana. Ocalał jedynie śmiertelnie ranny syn Nicefora, Staurakios, który z garstką żołnierzy wydostał się z pola walki. Czaszkę Nicefora wbito na pal, później Krum kazał oprawić ją w srebro i używał jako pucharu, którym wznosił toasty podczas uczt.
Ciężko ranny strzałą w szyję Staurakios zmarł niedługo potem w Konstantynopolu. Przed jego śmiercią władzę w państwie przejął jego szwagier – kuropalates Michał.

#### Dalsze zwycięstwa Kruma
Wiosną 812 roku Krum zdobył Dewelt i zwyczajem bizantyńskim przesiedlił jego mieszkańców w głąb Bułgarii. Ludność okolicznych miast masowo uciekała na ziemie położone w głębi Cesarstwa. W tym samym roku, Krum wysłał do nowego cesarza Michała I posła Dragomira (pierwsze słowiańskie imię w oficjalnych rocznikach Bułgarii), aby odnowił traktat zawarty w 716 roku pomiędzy chanem Terwełem a cesarzem Teodozjuszem III. Krum nalegał ponadto na wydanie bułgarskich dezerterów i zbiegów. Kiedy Michał I nie zgodził się ich wydać chan zaatakował za pomocą maszyn oblężniczych trudną do zdobycia twierdzę Messembrię, wielki port czarnomorski i ośrodek handlowy. Flocie bizantyńskiej nie udało się przyjść z odsieczą miastu, które z wielką ilością złota i srebra oraz zapasami „ognia greckiego” i 36 miotaczami tego ognia wpadło w ręce bułgarskie.
Wiosną 813 roku cesarz Michał wyruszył przeciw Krumowi. Chan bułgarski wyprawił się naprzeciw Bizantyńczykom zajmując duże obszary w Tracji i Macedonii. W rozstrzygającej bitwie pod Wersiniką (22 czerwca 813 roku), niedaleko Adrianopola, wojska cesarza poniosły klęskę. Bunt w stolicy spowodował, że Michał I Rangabe utracił tron na rzecz Leona V Armeńczyka.

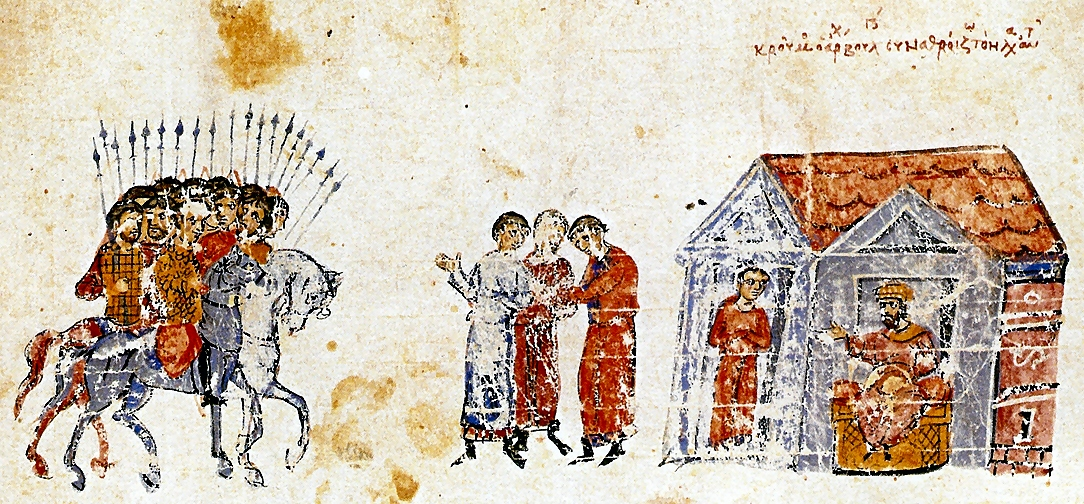
Ilustracja kroniki Jana Skylitzesa przedstawiająca Kruma gromadzącego swój lud.

Depcząc po piętach wycofujących się Bizantyjczyków, 17 lipca 813 roku wojska Kruma stanęły pod Konstantynopolem. Tu, pod murami miasta, władca Bułgarów zaproponował zawieszenie broni, żądając by pozwolono mu wbić włócznię w Złotą Bramę na znak jego najwyższej władzy. Cesarz Leon przygotował pod bramą zasadzkę, chanowi udało się jednak wymknąć spod oszczepów przeciwnika. Poprzysiągł jednak Grekom zemstę. W płomieniach stanęły przedmieścia stolicy i okoliczne wsie, niezliczone klasztory, świątynie i wspaniałe wille, nawet pałac cesarski Świętego Manasa. Wykwintne kapitele i rzeźby załadowano na wozy i wywieziono do Bułgarii. Miały w przyszłości ozdobić odbudowany pałac w Plisce. W drodze powrotnej Krum zdobył Adrianopol, a jego ludność przesiedlił na ziemie bułgarskie.
Po powrocie, chan rozpoczął przygotowania do nowego najazdu mającego na celu ostateczne zdobycie Konstantynopola. Zimą 813 roku nowa 30-tys. armia bułgarska została wysłana na południe celem nękania przeciwnika. Do Bułgarii chan ściągał oddziały awarskie z Panonii, budowano machiny oblężnicze, olbrzymie katapulty, tarany i drabiny. Tymczasem, w trakcie przygotowań do wielkiej kampanii letniej, w Wielki Czwartek, 13 kwietnia 814 roku, ku wielkiej radości ogarniętych niepokojem Bizantyjczyków, chan Krum niespodziewanie zmarł. Prawdziwa przyczyna jego śmierci jest po dziś dzień nieznana.

#### Polityka wewnętrzna
Podczas rządów chana Kruma zostało po raz pierwszy spisane powszechnie obowiązujące i dość surowe prawo. W okresie panowania Kruma, mimo że napływ elementu bułgarskiego z państwa Awarów wzmocnił liczebność Bułgarów nastąpił dalszy postęp slawizacji państwa bułgarskiego. Po raz pierwszy słychać wówczas o pośle bułgarskim, który nosił słowiańskie imię. W armii bułgarskiej wielką rolę odgrywali wodzowie słowiańskich plemion uznający zwierzchność chana, częściowo pochodzący z bizantyńskich „Sklawinii” i być może szukający sojusznika przeciw jarzmu cesarskiemu. Wydaje się zresztą, że Krum świadomie wspierał się na elemencie słowiańskim w walce z opozycją bojarską. W stosunku do podbitych ziem chan stosował bizantyńską politykę przesiedleń. Mieszkańcy zdobytych miast byli przenoszeni w różne zakątki państwa bułgarskiego. Te posunięcia oraz równe i surowe stosowanie prawa przyczyniły się do trwałego zabezpieczenia nowo nabytych obszarów oraz stworzyły podstawy do ujednolicenia i zrównania ówczesnych mieszkańców Bułgarii pod względem etnicznym i kulturowym. Liczne wyprawy wojenne przyczyniły się do pomnożenia bogactw chana i szlachty. Stały się czynnikiem rozwoju materialnego i cywilizacyjnego, ale też rozsadnikiem nowych idei, które w najbliższych latach miały doprowadzić do głębokiego kryzysu religijnego w państwie bułgarskim, bowiem jeńcy greccy oprócz wiedzy i kultury przynosili do Bułgarii również szybko rozprzestrzeniającą się wiarę chrześcijańską.

## Przesilenie religijne

### Omurtag

#### Pokój z Bizancjum i ekspansja na Bałkanach

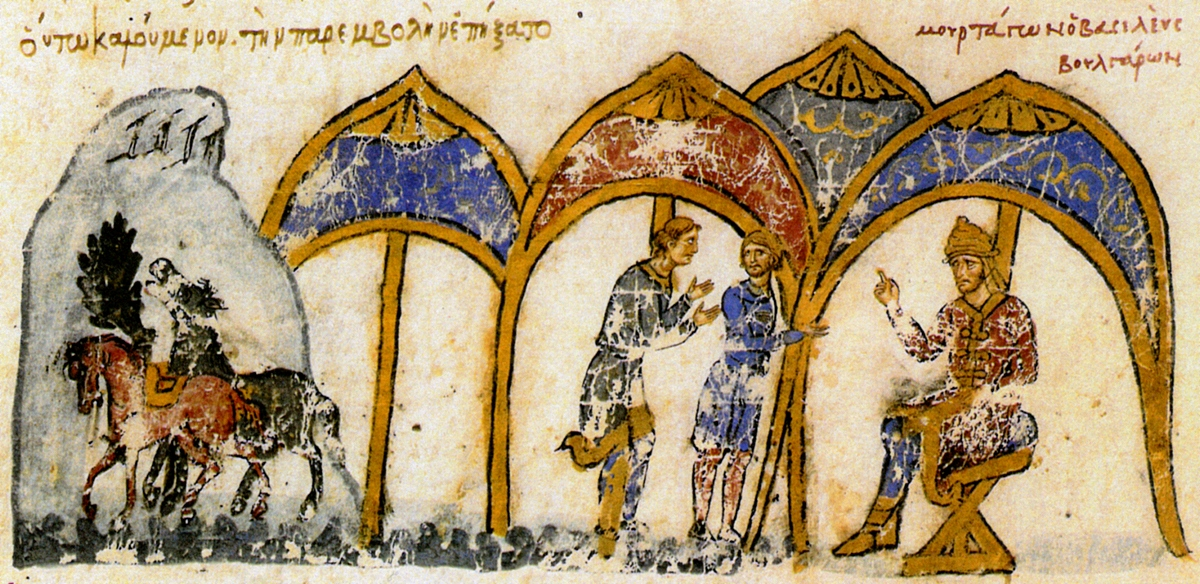
Omurtag wysyła poselstwo do Bizancjum

Po krótkotrwałym, będącym wynikiem walk o władzę, panowaniu Dukuma i Dicewga, (814–815) władzę w państwie objął syn Kruma Omurtag (815–831). Omurtag kontynuował początkowo ofensywną politykę ojca. Jego armia poniosła jednak klęskę. Chan zawarł więc z Bizancjum trzydziestoletni pokój, który zagwarantował Bułgarii okres spokojnego rozwoju. Na jego mocy
- do Bułgarii została przyłączona północna Tracja,
- granica została wytyczona od nadmorskiego Deweltu (w pobliżu Burgas) na wschodzie do Makroliwady (obecnie Uzundżowo), a dalej skręcała ku północy i dochodziła do Starej Płaniny,
- układ przewidywał również powrót ludności do miejsc osiedlenia sprzed wojny i wymianę jeńców[26].

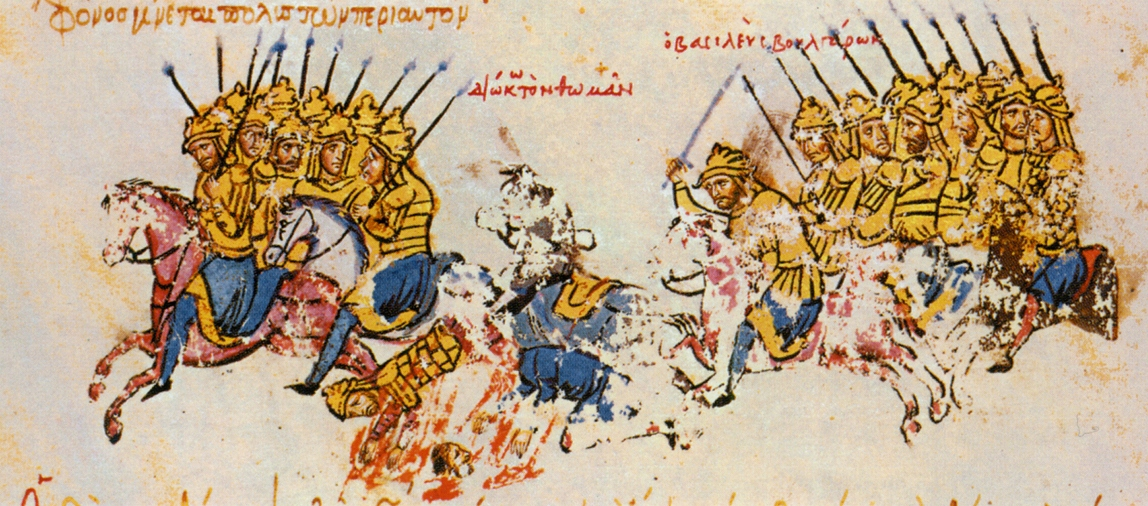
Omurtag w pościgu za Tomaszem Słowianinem

W 821 roku w Bizancjum zbuntował się, przeciwko wyniesionemu w wyniku zamachu stanu nowemu cesarzowi Michałowi II, jego najbliższy współpracownik Tomasz Słowianin. Zapewniwszy sobie poparcie Arabów zdołał zgromadzić na wschodnim pograniczu Cesarstwa znaczną grupę zwolenników. Powstanie objęło w krótkim czasie większą część Azji Mniejszej i zostało poparte przez Słowian ze Sklawinii trackich i macedońskich. W grudniu 821 roku powstańcy oblegli Konstantynopol. Atak źle zorganizowanych mas ludowych na stolicę Cesarstwa załamał się pod jej murami. Przedsiębiorczy Tomasz Słowianin mógł jednak z powodzeniem próbować utworzyć, w oparciu o zamieszkujących Cesarstwo Słowian, silny organizm polityczny pod bokiem Bułgarii. Wiosną 823 roku Omurtag, jako sojusznik cesarza Michała II, rozbił wycofujące się spod Konstantynopola oddziały powstańcze, likwidując tą groźną również dla siebie możliwość.
Pokój z Bizancjum umożliwił Omurtagowi zwrócenie się w kierunku zachodnim. W 818 roku plemiona słowiańskie mieszkające na zachód od Bułgarii: Timoczanie nad Timokiem, Braniczewcy nad dolną Morawą i Obodryci naddunajscy zbuntowały się przeciw zwierzchnictwu bułgarskiemu i zwróciły się do cesarza rzymskiego Ludwika Pobożnego o protekcję. Dopóki sytuacja w Bizancjum była niepewna chan musiał znosić tą niesubordynację. Po stłumieniu powstania Tomasza Słowianina, w dwóch wyprawach przeciw Frankom w 827 i 829 roku Omurtag podbił ziemie Timoczan i Braniczewców aż po rzekę Kolubarę i włączył je do swojego państwa. W granicach Bułgarii znalazł się wówczas Belgrad, nazwany Belgradem bułgarskim, i przejściowo Sirmium.

#### Omurtag Budowniczy

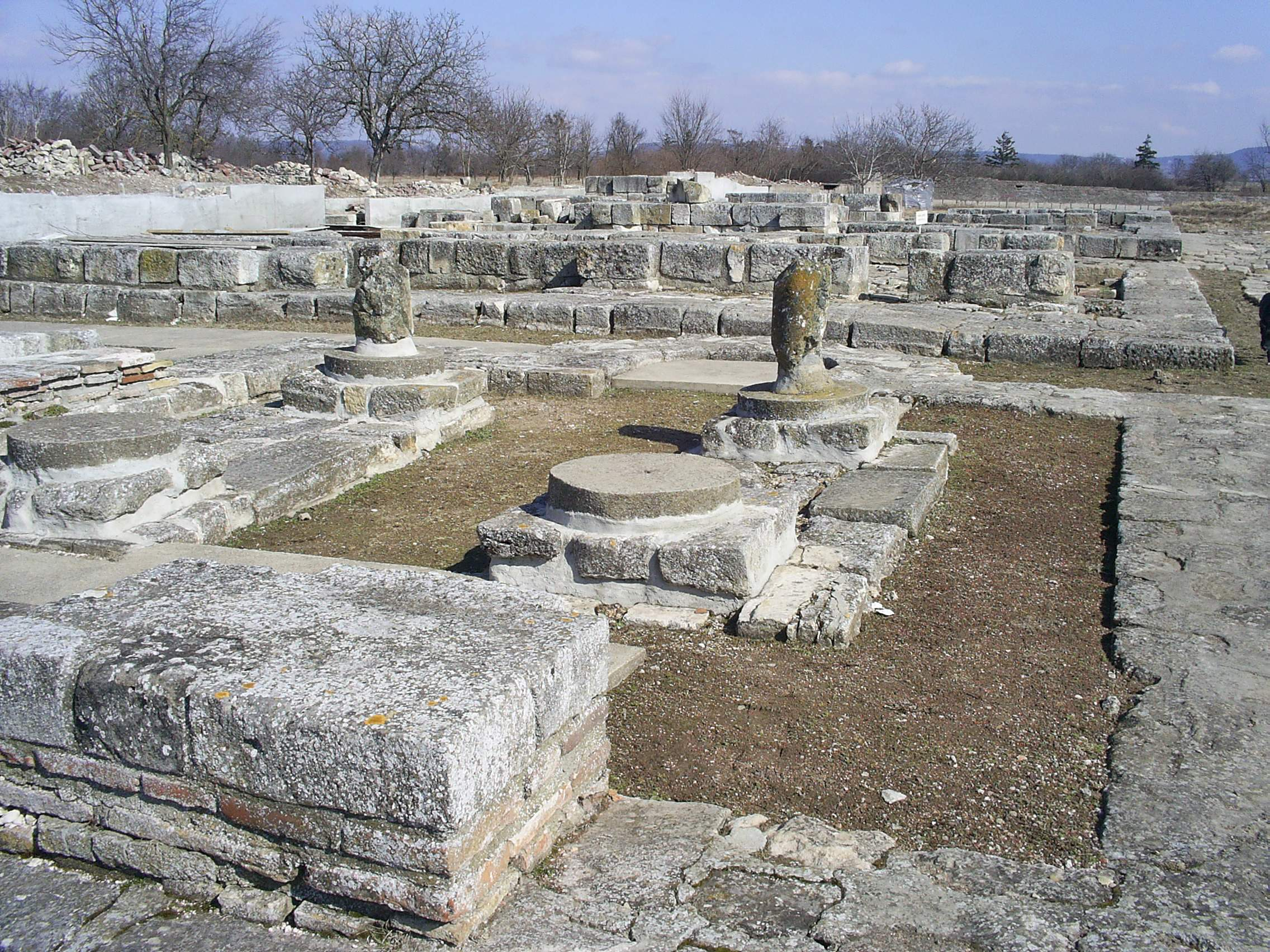
Ruiny Pliski

Omurtag wykorzystał czas pokoju na intensywne prace budowlane. Wzniósł w Plisce nowy pałac, w miejsce starego spalonego przez cesarza Nicefora. Dwupiętrowy pałac z kamienia, z wielką salą tronową (52 × 26,5 m), otoczono kamiennym chodnikiem, a wzdłuż bulwarów prowadzących do pałacu Omurtag nakazał ustawić rząd posągów i kamiennych kolumn zrabowanych przez ojca w cesarskich willach. Obok pałacu stanęły inne gmachy publiczne i kultowe. Na południowy zachód od Pliski założył w 821 roku miasto, przyszłą stolicę kraju, Presław Wielki. W 822 roku nad rzeką Ticzą, niedaleko Szumenu wystawił Auł Omurtaga: ceglany czworobok ze stajniami dla koni i kwaterami dla jeźdźców i pałac. Trzeci auł chan zbudował nad Dunajem w Transmariscus. Warowny zamek miał strzec Pliski od północy, a w połowie drogi między nim a Pliską chan wzniósł dla siebie kurhan. Wreszcie wzdłuż linii granicznej z Bizancjum nakazał usypać wielki okop graniczny.

### Prześladowania chrześcijan
Panowanie Omurtaga było okresem narastającego kryzysu religijnego. Szamani protobułgarscy połączyli swe siły z kapłanami słowiańskimi boga Peruna przeciw rosnącym wpływom chrześcijaństwa, zarówno wewnątrz kraju, gdzie chrześcijaństwo rozwijało się szerzone przez jeńców greckich, jak i przeciw wpływom zewnętrznym idącym z sąsiednich państw chrześcijańskich: bizantyńskiego i frankońskiego. Omurtag miał jak się wydaje świadomość prestiżu jakiego chrześcijaństwo użycza cesarzom bizantyńskim i następcom Karola Wielkiego. Przyjął nawet grecki tytuł Archona, władcy z łaski boga, choć niewątpliwie szło mu nie o Boga chrześcijan, lecz o najwyższe bóstwo pogańskie – Tangrę lub Peruna. Zdecydowany był jednak zwalczać chrześcijan w swoim państwie. O rozmiarach prześladowań daje wyobrażenie obchodzone w Konstantynopolu wspomnienie 381 męczenników bułgarskich z czasów panowania chana Omurtaga, wśród których było 4 biskupów, w tym arcybiskup Adrianopola Manuel i 377 innych osób. Współczesny tym wydarzeniom tekst śpiewanego nabożeństwa na cześć męczenników bułgarskich, najprawdopodobniej autorstwa Józefa ze Studios, wskazuje, że pochodzili oni z różnych grup etnicznych i społecznych. Ofiarą antychrześcijańskiej polityki Omurtaga miał też paść najstarszy syn Omurtaga i następca tronu, Nrawota, Ze względu na swe sympatie chrześcijańskie został przez ojca pozbawiony prawa do władzy na korzyść brata, Małamira (831–836).

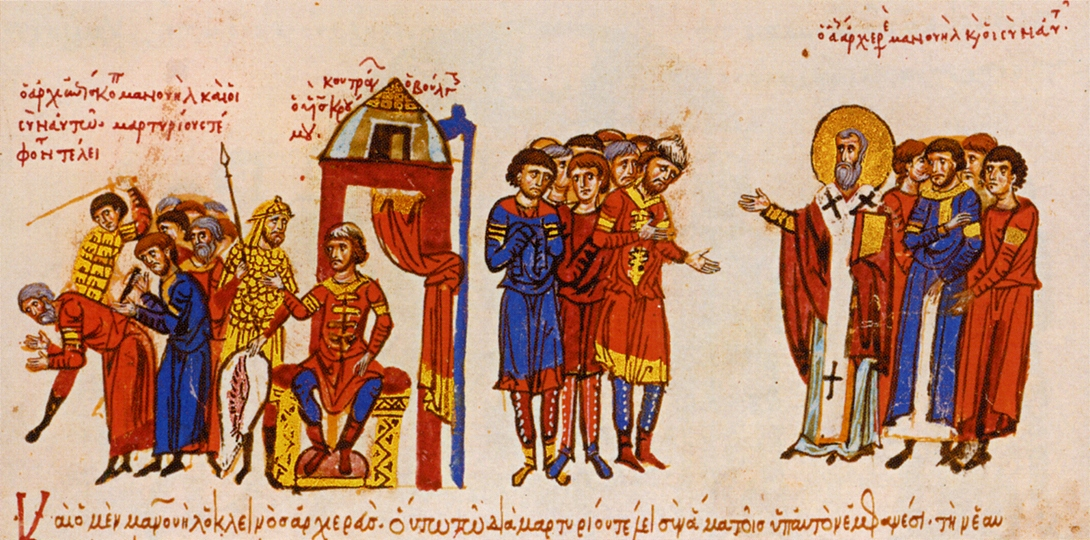
Omurtag zarządza prześladowanie chrześcijan

Nowa religia szerzona głównie przez jeńców greckich znajdowała szczególnie przychylne przyjęcie u ludności autochtonicznej, często potomków dawnych chrześcijan bizantyńskich. Chrześcijaństwo miało na terenach Bułgarii długą tradycję jeszcze przed najazdem Słowian i Bułgarów Asparucha w VII wieku, a potomkowie chrześcijan ciągle jeszcze dość licznie zamieszkiwali państwo bułgarskie. Szczególnie liczni byli wśród ludności trackiej stanowiącej dość istotny liczebnie składnik społeczeństwa. Zwycięskie kampanie chana Kruma na początku IX wieku i przesiedlenie dużych grup jeńców greckich na teren Bułgarii, przyspieszyły proces rechrystianizacji tej ludności. Okazało się też, że ta samorzutnie prowadzona przez jeńców ewangelizacja znajduje pozytywne przyjęcie wśród Słowian: żyjących często pośród Traków chłopów oraz potomków Słowian zamieszkujących ziemie Cesarstwa przed wielką migracją na początku VII wieku i już wówczas schrystianizowanych. Nie tylko jednak skoro na chrześcijaństwo grecki jeniec nawrócił również brata Małamira Nrawotę-Zwoina. Wobec słabnięcia elementu bułgarskiego i jego postępującej slawizacji zwiastowało to rychłe przesilenie i zmiany. Na razie jednak zaznaczyło się zaostrzeniem prześladowań. Ich ofiarą padł około 833 roku brat Małamira Nrawota.

### Następcy Omurtaga: Małamir i Presjan
Możliwe że ferment w państwie, w związku z małoletniością synów Omurtaga doprowadził do przejściowego osłabienia władzy chanów. W okresie panowania Małamira i przynajmniej w początkowych latach panowania jego następcy Presjana (836–852) do wielkiego znaczenia doszedł zastępca chana (kauchan) Isbuł. Isbuł jest wymieniany na inskrypcjach jako budowniczy i wojownik obok imion chanów. W 836 roku Bizantyńczycy naruszyli 30-letni traktat pokojowy zawarty przez Omurtaga i wtargnęli w granice Bułgarii. Zostali wyparci przez wojska dowodzone przez chana Małamira i kauchana Isbuła. Działania wojenne zostały przeniesione na tereny Cesarstwa do Tracji północnej i wschodniej.
W 837 wybuchło wielkie powstanie Słowian w okolicach Salonik: w Rodopach, Tracji Białomorskiej i południowej Macedonii. Ponieważ cesarz Teofil (829–842) prowadził na wschodzie walki z Arabami postarał się o poparcie Bułgarów w tłumieniu buntu. Jednocześnie próbował osłabić nacisk bułgarski na ziemie cesarstwa i nie dopuścić, by Bułgarzy zajęli ziemie ogarnięte powstaniem po jego stłumieniu, organizując akcję dywersyjną na tyłach Bułgarów. Z inspiracji bizantyńskiej w Bułgarii wybuchło powstanie jeńców greckich, wziętych do niewoli jeszcze przez chana Kruma. Ostatecznie flota bizantyńska wpłynęła do delty Dunaju i mimo oporu Bułgarów, ewakuowała jeńców.

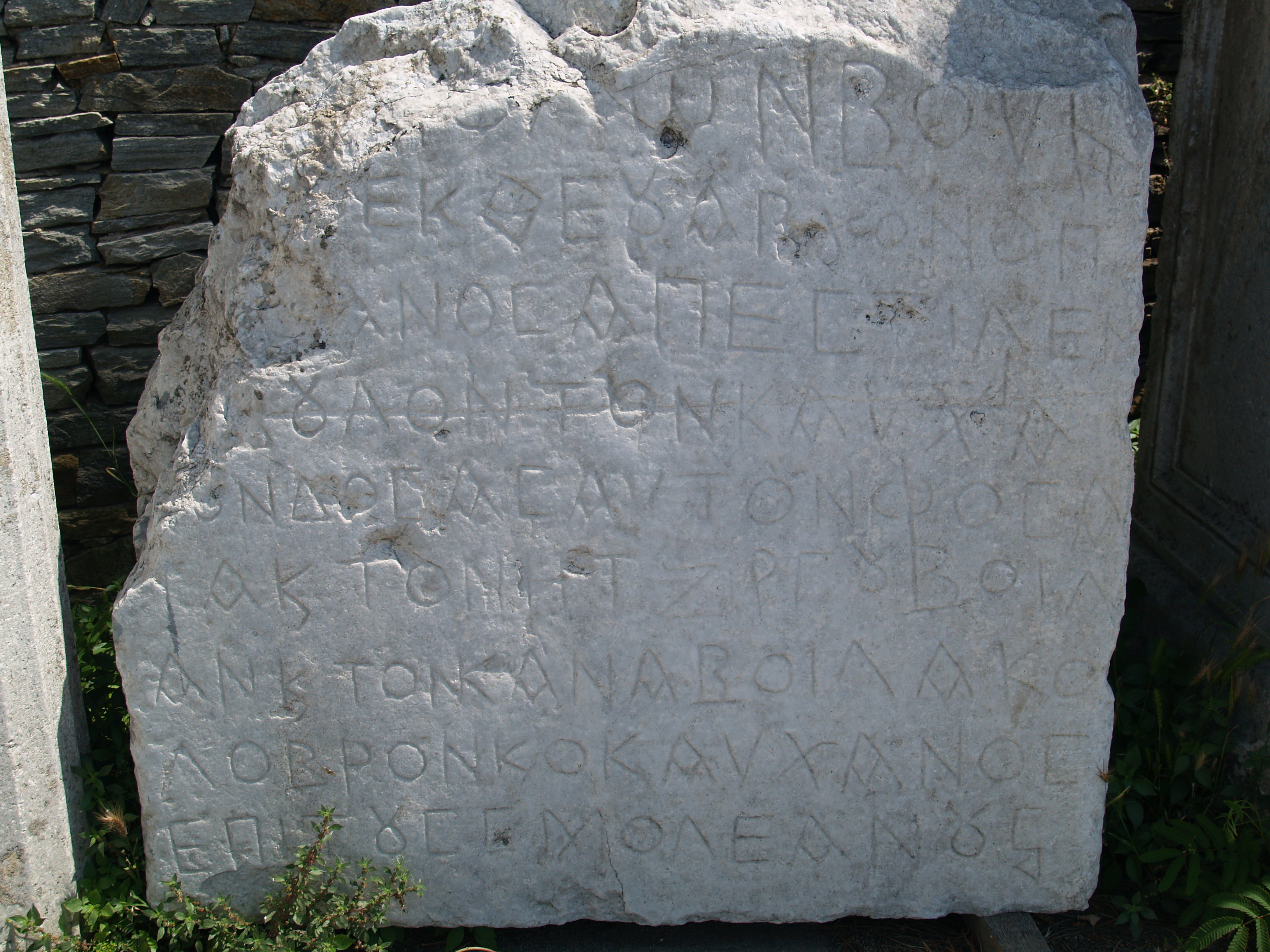
Inskrypcja Presjana upamiętniająca zwycięstwo Isbuła w 837 roku, Muzeum Archeologiczne w Filippi

Akcja dywersyjna nie w pełni się Bizantyńczykom powiodła. Wprawdzie bunt Słowian udało się im stłumić, choć „krew lała się gęsto, a okolicę opanował ogień”, kauchan Isbuł zdążył jednak przyjść z pomocą Smolianom zamieszkujący tereny nad rzeką Mestą i południowo-zachodnie Rodopy. Pod Filippi na wschód od Tesaloniki doszło do spotkania armii bułgarskiej z bizantyńską. Bizantyńczycy zostali rozbici. Miasto i tereny Smolan aż po wybrzeże Morza Egejskiego zostały przyłączone do Bułgarii. W następnych latach wykorzystując zaangażowanie Bizancjum na wschodzie Presjan przyłączył do Bułgarii tereny północno-zachodniej Macedonii i część Albanii aż po Adriatyk i zmusił Bizantyńczyków w 847 roku do uznania podziału stanu posiadania obu państw w tym regionie. Z przyłączonych do Bułgarii ziem on sam albo jego syn Borys utworzył dwie nowe prowincje: Kutmiczewicę obejmującą: Dewol, Ochrydę i Gławnicę, oraz Strumicę we wschodniej części Macedonii Wardarskiej: w dolinach Bregalnicy i Strumicy prawobrzeżnych dopływów Wardaru.
Za czasów panowania Presjana Bułgarzy zorganizowali także dużą, lecz niezbyt udaną wyprawę przeciwko Serbom w 839 r. Niepowodzeniem zakończyła się także wojna przeciw Serbom toczona w latach 848–850. Władcy Serbii Włastimirowi udało się pokonać w toku trzyletniej wojny wojska bułgarskie i obronić przy pomocy Chorwatów niezależność swego państwa.

## Przyjęcie chrześcijaństwa

### Pierwsza dekada rządów Borysa I
Po śmierci Presjana władzę w państwie objął jego syn Borys I (852–889). W 856 roku Borys zawarł układ pokojowy z Bizancjum kończący trwający od dłuższego czasu konflikt z Bizancjum, na mocy którego Bułgaria zrzekła się południowego wybrzeża Morza Czarnego oraz obszaru Zagory, uzyskując w zamian potwierdzenie swych praw do podbitych przez siebie ziem w Rodopach i w Macedonii.
W 853 roku Borys zawarł sojusz z Rościsławem wielkomorawskim i królem Franków zachodnich Karolem Łysym przeciwko Ludwikowi Niemieckiemu. Ponieważ Chorwaci byli w tym czasie wasalami Ludwika, Bułgarzy zostali zmuszeni do walki na dwa fronty. Borys poniósł dotkliwą klęskę w Chorwacji i był zmuszony do zawarcia odrębnego pokoju z księciem Chorwacji Trpimirem I. Jednocześnie północno-zachodnie granice bułgarskie zostały najechane przez wojska Ludwika Niemieckiego. Podpisany w efekcie doznanej porażki traktat pokojowy nie spowodował zmian terytorialnych, ale znacznie osłabił autorytet państwa bułgarskiego na Bałkanach. Szczególnie że klęską zakończyła się również wyprawa Borysa przeciw Serbom.
W późniejszym czasie wobec słabnięcia państwa wschodniofrankijskiego, a wzrostu potęgi wielkomorawskiego, zaczynającego zagrażać zachodnim granicom Bułgarii, Borys zmienił sojusze i w 862 roku zawarł przymierze z Ludwikiem Niemieckim. Naturalnym następstwem zmiany sojusznika przez Bułgarów w tym rejonie Europy było nawiązanie stosunków dyplomatycznych przez księcia wielkomorawskiego z Bizancjum. Około 863 roku zwrócił się on do cesarza Michała III o przysłanie greckiej misji kościelnej. Cesarz wysłał wówczas na Morawy dwóch braci z Tesaloniki Konstantyna i Metodego. Borys, nawiązawszy kontakty z państwem Franków rozpoczął z kolei rozmowy o przyjęciu chrześcijaństwa z rąk Franków.

### Geneza przyjęcia chrześcijaństwa
Trudno dziś ustalić wszystkie przyczyny, które w połowie IX wieku skłoniły chana Borysa, władcę pogańskiego państwa do podjęcia rozmów dotyczących przyjęcia chrztu przez niego i jego lud. Wśród czynników państwowych niewątpliwie ważył fakt, że tradycyjne bułgarskie pogaństwo coraz wyraźniej przegrywało z chrześcijaństwem zarówno pod względem kulturowym, społecznym jak i państwotwórczym. Chrześcijaństwo, religia księgi, ze swej natury związane ze słowem pisanym, dzięki krzewieniu umiejętności pisania i czytania niosło ze sobą postęp kulturalny, którego brak był coraz dotkliwiej odczuwalny z perspektywy niepiśmiennej społeczności bułgarskiej. Krzewione przez chrześcijaństwo obyczaje stanowiły wyzwanie do rozwoju i odrzucenia przeżywających się w miarę rozwoju społeczeństwa zachowań i instytucji, którym pogańska religia nie miała czego przeciwstawić. Wreszcie chrześcijańska idea Bożego pomazania władcy, na wschodzie dominującego nawet nad Kościołem, stanowiła przeciwwagę dla rozsadzających jedność państwa tendencji odśrodkowych płynących ze środowisk wielkobojarskich.

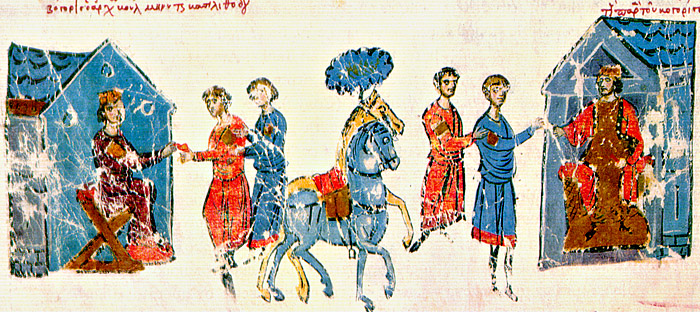
Kniaź Borys śle posłów do cesarzowej Teodory. Miniatura z Kroniki Jana Skylitzesa, początek XIII wieku

Oprócz względów państwowych niewątpliwie działały również osobiste. Borys był świadkiem i niewątpliwie słyszał o bohaterstwie męczenników chrześcijańskich, którzy jak brat chana Małamira, Nrawota-Woin zmienił wyznawaną wiarę, by stracić życie. Trudno było przejść obojętnie wobec takiego świadectwa. Bez wątpienia wielki był też wpływ na tych surowych ludzi wieści, jakie przekazywali bułgarscy kupcy, o pięknie chrześcijańskiej liturgii. Jedno z dawnych źródeł ostateczne nawrócenie Borysa przypisuje greckiemu niewolnikowi Teodorowi Cupharasowi, który nauczył Borysa modlić się do Boga chrześcijan, a modlitwa Borysa odwróciła grożący Bułgarom wielki głód. Wedle innej wersji zasługę tę przypisuje się chrześcijańskiemu malarzowi o imieniu Metody, który namalował dla chana tak realistyczny fresk przedstawiający Sąd Ostateczny, że ten poczuł trwogę o swe zbawienie.

### Chrzest Bułgarii
Ostatecznie decyzję o przyjęciu chrześcijaństwa przez Bułgarów przyszło Borysowi podjąć w dosyć dramatycznych okolicznościach. W 863 roku Borys wsparł Ludwika Niemieckiego w walce ze zbuntowanym synem Karlomanem i Rościsławem wielkomorawskim. Naciskany z dwu stron Rościsław zwrócił się o pomoc do cesarza bizantyńskiego. W sierpniu 863 roku Półwysep Bałkański, a szczególnie ziemie Bułgarii nawiedziło wyjątkowo silne, trwające blisko 40 dni, trzęsienie ziemi. Rok był nieurodzajny i Bułgarom zajrzało w oczy widmo głodu. W tej sytuacji cesarz Michał III podjął akcję przeciw Bułgarii przerzucając armię nad granicę bułgarską i urządzając demonstrację floty wzdłuż wybrzeży Morza Czarnego. Sytuacja militarna Bułgarii była mocno niepewna, a kraj znękany głodem. Borys skapitulował natychmiast. Wiosną 864 roku został podpisany „wieczysty” pokój pomiędzy Bizancjum a Bułgarią. Wykorzystując swą przewagę i zależność zagrożonej głodem Bułgarii od dostaw trackiego zboża, Bizantyńczycy zażądali zerwania przez Bułgarów negocjacji związanych z przyjęciem chrześcijaństwa od Franków. Bułgarscy posłowie, którzy przybyli do Konstantynopola zostali ochrzczeni. Wraz z nimi do Bułgarii wyruszyła misja duchownych bizantyńskich, która miała przygotować do chrztu Borysa i podjąć akcję chrztu wśród bułgarskich pogan.
Czas i miejsce przyjęcia chrztu przez Borysa są przedmiotem spekulacji uczonych. Według części uczonych (D. Langa, G. Ostrogorskiego) chrzest musiał nastąpić niedługo potem w 864 lub najdalej w 865 roku. Tradycyjna historiografia bułgarska (W. Giuzelew, u nas T. Wasilewski) datuje chrzest Borysa na 866 opierając się na inskrypcji odnalezionej w albańskiej miejscowości Ballshi. Zwłoka w przyjęciu chrztu jest przez tych historyków tłumaczona przedłużającymi się negocjacjami obydwu stron dotyczącymi warunków ustanowienia struktury kościelnej w Bułgarii, lub po prostu katechumenatem. Zdaniem T. Wasilewskiego również tłumieniem buntu przeciw zamierzonej chrystianizacji. Wasilewski podaje nawet datę chrztu – dzień przed Zielonymi Świątkami (25 maja 866 roku). Borys nie nadał uroczystości przyjęcia przez siebie chrztu rozgłosu. Obrzęd został odprawiony nocą, prawdopodobnie w Plisce. Borys przyjął na cześć swego ojca chrzestnego cesarza Michała III imię Michał.
Sytuacja, która skłoniła władcę Bułgarii do zachowania daleko idącej ostrożności była rzeczywiście delikatna. Chrześcijaństwo dynamicznie rozwijało się wśród różnych grup ludności: Traków, części Słowian oraz jak świadczy przykład księcia Nrawoty – części Bułgarów. O rozmiarach tego procesu częściowo świadczy rozmiar prześladowań podjęty przez następcę chana Kruma, Omurtaga, z inspiracji kapłanów pogańskich. Za panowania Borysa istniały jednak nadal środowiska pogańskie, których wpływu nie można było lekceważyć. Byli to w pierwszym rzędzie kapłani i szamani słowiańskich i bułgarskich bogów. Przyjęcie przez Borysa chrześcijaństwa w dłuższej perspektywie niewątpliwie godziło również w interesy niezależnej administracji państwowej. Pozostawała wreszcie opozycja wielkobojarska, tradycyjnie pogańska, głęboko przywiązana do religii swych bułgarskich przodków i próbująca w ten sposób bronić swej tożsamości przed postępującą slawizacją.
Z tych właśnie środowisk wyszedł w następnych miesiącach sygnał do buntu. Wojska buntowników zaatakowały stolicę państwa Pliskę. Borys rozbił pod murami Pliski wojska opozycji. 52 przywódców bojarskich wraz z ich rodzinami nakazał stracić. Reszcie zbuntowanych, spośród niższych stanów i prostemu ludowi okazał łaskę i pozwolił wrócić do domów.

### Utworzenie prowincji kościelnej
Starania o utworzenie przez patriarchat Konstantynopola mniej czy bardziej autonomicznej struktury kościelnej, z patriarchą na czele mającym prawo koronowania władcy początkowo przyniosły Borysowi niepowodzenie. Patriarcha Focjusz odpowiedział po długiej zwłoce jedynie długim listem o obowiązkach monarchy chrześcijańskiego, nie podejmując w ogóle kwestii organizacyjnych oraz palących kwestii dotyczących wiary i obrzędowości. Sytuacja sprzyjała kontynuowaniu starań. Pomiędzy Rzymem a Konstantynopolem narastał konflikt. Aktualny patriarcha Konstantynopola Focjusz został wybrany po przymusowym złożeniu z urzędu przez cesarza jego poprzednika Ignacego. W 863 roku na specjalnie zwołanym synodzie niekanoniczność obioru patriarchy Konstantynopola ogłosił papież Mikołaj I. W tej sytuacji Borys ponownie zwrócił się ku Frankom wysyłając poselstwo do Ratyzbony, a w sierpniu 866 roku wysłał posła do Rzymu.

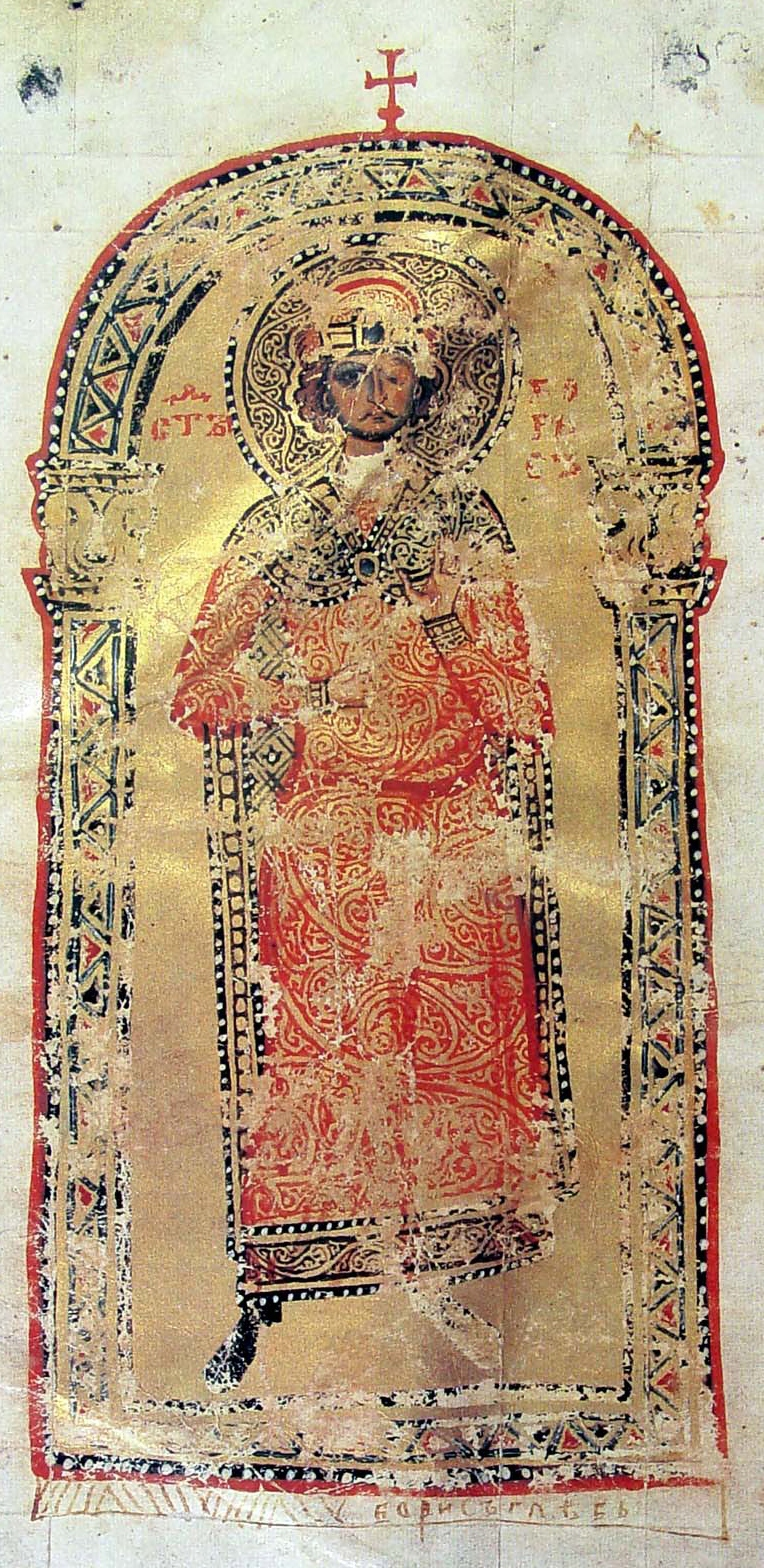
Miniatura przedstawiająca Borysa I

Papież jeszcze w tym samym roku przysłał do Bułgarii dwóch biskupów-misjonarzy. Po ich przybyciu Borys-Michał zwolnił misjonarzy frankońskich, odprawił też duchownych greckich. W następnym roku podjął kolejną próbę utworzenia samodzielnej prowincji kościelnej. Tym razem zwrócił się do papieża o zatwierdzenie wyznaczonego przez siebie prymasa Bułgarii. Papież stanowczo odmówił broniąc wyłączności Kościoła w sprawach nominowania biskupów. Tymczasem na przełomie sierpnia i września zebrał się w Konstantynopolu synod, który oprócz ostrego ataku na papiestwo miał też na celu wywarcie nacisku na Bułgarię. Papież został obłożony ekskomuniką, a Ludwikowi Niemieckiemu przyznano tytuł cesarski, o który bezskutecznie zabiegał w Rzymie. Pod koniec września sytuacja zmieniła się po raz kolejny. Zamordowany przez swego współpracownika zginął cesarz Michał III. Nowy cesarz Bazyli I złożył z urzędu niekanonicznie wybranego Focjusza i przywrócił przebywającego na wygnaniu Ignacego. Jednocześnie w listopadzie umarł papież Mikołaj I. W październiku 869 roku w Konstantynopolu w obecności legatów papieskich rozpoczął obrady sobór. Na jego ostatniej sesji 28 lutego 870 roku na obrady soborowe zostali dopuszczeni posłowie bułgarscy. Konferencja soborowa uznała przywrócenie zależności Bułgarii od Konstantynopola oraz utworzenie na wpół autonomicznej prowincji kościelnej z arcybiskupem zależnym od patriarchy Konstantynopola. Nowa prowincja kościelna miała obejmować 7 biskupstw: ochrydzkie w zachodniej, a bregalnickie we wschodniej Macedonii, morawskie w dolinie południowej Morawy, i cztery w głównych grodach bułgarskich. Według późniejszych przekazów Borys-Michał wzniósł w stolicach biskupich siedem cerkwi katedralnych. Z zachowanych resztek znamy cerkiew w stołecznej Plisce, wzniesioną na wzór najstarszej bazyliki świętych Piotra i Pawła w Rzymie o wymiarach: 99 metrów długości i prawie 30 metrów szerokości. W 885 roku do Bułgarii różnymi drogami przez Belgrad i Konstantynopol dotarli uczniowie Cyryla i Metodego wygnani z państwa wielkomorawskiego po śmierci Metodego. W następnych latach mieli położyć podwaliny pod rozwój liturgii i piśmiennictwa słowiańskiego w Bułgarii.

### Ostatnie lata
Około 870 roku Borys-Michał najechał Serbię. Jej władca książę Muncimir rozbił armię bułgarską biorąc do niewoli syna Borysa, Włodzimierza i 12 bojarów. Paradoksalnie jednak zwycięstwo Muncimira i jego umocnienie się na tronie książęcym spowodowało wzrost wpływów bułgarskich w Serbii. Muncimir, który władał Serbią wspólnie z braćmi, po umocnieniu swej władzy uwięził ich i ze względu na ich prochorawckie nastawienie przekazał jako zakładników Borysowi. Serbscy juniorzy stali się w ręku kniazia cennym narzędziem nacisku na władcę serbskiego.
W 889 roku po 37 latach panowania, Borys przekazał władzę swojemu synowi Włodzimierzowi, a sam schronił się w klasztorze, możliwe że u świętego Pantalejmona, pod Presławiem.

## Apogeum potęgi

### Reakcja pogańska
W 889 roku Borys I zrzekł się władzy na rzecz najstarszego syna Włodzimierza (889–893). Książę Włodzimierz okazał się zdecydowanym przeciwnikiem polityki swego ojca. Za jego panowania doszła do głosu opozycja wielkobojarska żyjąca w kręgu pogańskich wierzeń i tradycji. Na dwór książęcy powróciły dawne obyczaje. Kiedy Włodzimierz rozpoczął prześladowania chrześcijan, stary książę Borys opuścił w 893 roku klasztor, zebrał swoich stronników i zrzucił z tronu najstarszego syna. Włodzimierz został oślepiony i zamknięty w klasztorze, gdzie niedługo potem zmarł. Ojciec osadził na tronie swego trzeciego syna Symeona (893–927), wiodącego żywot mnicha pod Presławiem. Zwołany specjalnie w tym celu do Presławia wielki zjazd dostojników świeckich i kościelnych zatwierdził nowego władcę, unieważniając jego śluby zakonne. Po zjeździe przeniesiono też stolicę państwa z przesiąkniętej tradycjami pogańskimi Pliski do Presławia. Po uporządkowaniu spraw państwa stary książę powtórnie schronił się do klasztoru.

### Car Symeon

#### Pierwsza wojna z Bizancjum i z Węgrami

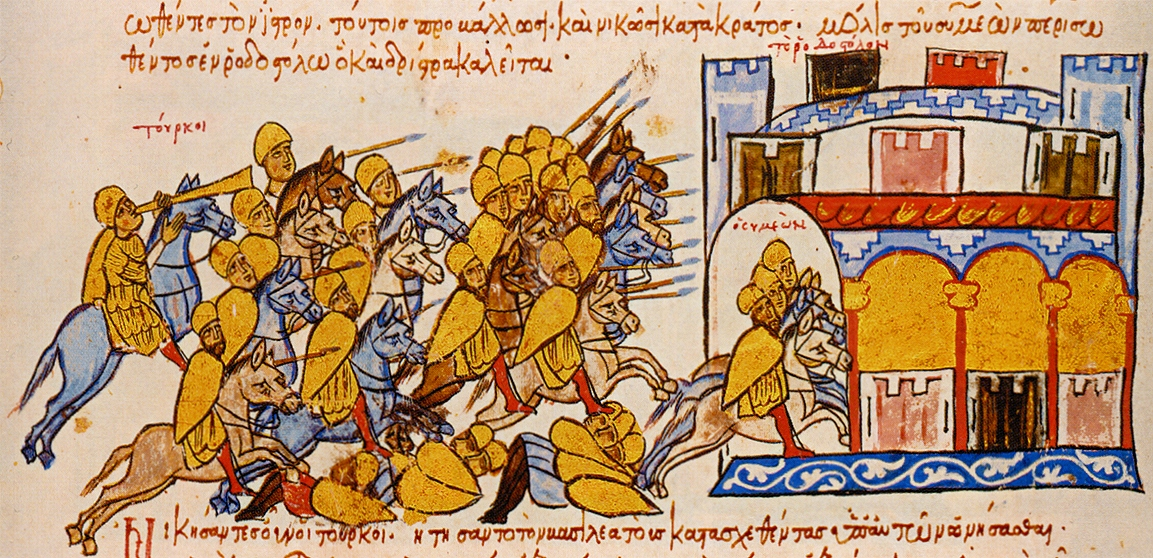
Madziarzy ścigają wojska bułgarskie

Młody książę wychowywał się jako królewski zakładnik w Konstantynopolu. Studiował na tamtejszym uniwersytecie grekę, znał dzieła Arystotelesa i Demostenesa, a także Ojców Kościoła. Po powrocie z Bizancjum w 886 roku, przez kilka lat oddawał się działalności pisarskiej.
Objęcie władzy przez młodego księcia, Symeon liczył sobie 27 lat, spróbował wykorzystać cesarz bizantyński Leon VI Filozof. Cesarz zarządził przeniesienie targowiska bułgarskiego z Konstantynopola do oddalonej od portów czarnomorskich Tesaloniki. Bułgarzy w IX wieku coraz bardziej uzależniali się od głównego eksportowego rynku zbytu na swe towary (wino, bydło, zboże, drewno budulcowe) jakim stawał się Konstantynopol. Jednocześnie z Konstantynopola importowali bizantyńskie i wschodnie wyroby: farbowany jedwab, klejnoty, porcelanę, korzenie. Kryzys wybuchł gdy logoteta dromu Stylianos Zautzes namówił dwóch kupców greckich do stworzenia monopolu dla handlu greckiego z Bułgarami. Kupcy przenieśli swe składy do Tesaloniki, gdzie zostały one dodatkowo obłożone wysokim cłem.

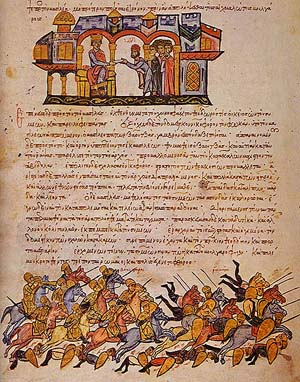
Bułgarzy zwyciężają armię bizantyńską pod Bulgarofygon. 896.

Symeon zażądał odszkodowania za poniesione straty, a gdy to nie przyniosło rezultatu w 894 roku najechał Trację i rozbił armię bizantyńską. Musiał jednak szybko zawrócić na północ, Leon VI przeprowadził bowiem na tyłach Bułgarów skuteczną akcję dywersyjną, przeprawiając przy wykorzystaniu własnej floty przez Dunaj koczownicze plemiona Madziarów. Najeźdźcy w dwóch bitwach pokonali wojska Symeona, który schronił się w naddunajskiej Drystrze, i dotarli za cofającymi się Bułgarami aż po Pliskę i Presław. W tym czasie wódz bizantyński Nicefor Fokas zajął południową część Bułgarii, podczas gdy drungariusz floty cesarskiej Eustacjusz zablokował ujście Dunaju. W tej sytuacji książę Borys po raz ostatni zdecydował się opuścić klasztor, zebrał wojsko i w trzeciej bitwie rozbił Madziarów i wyparł ich za Dunaj.
Wybawiony z opresji Symeon podjął rokowania z Leonem, łudząc go obietnicami zawarcia korzystnego pokoju, jednocześnie zwrócił się o pomoc do Pieczyngów, ludu zamieszkującego stepy nadczarnomorskie. Wiosną 896 roku Pieczyngowie wykorzystując nieobecność głównych sił madziarskich, które wyruszyły na wyprawę łupieżczą, zaatakowali wspólnie z Bułgarami siedziby madziarskie w Besarabii i zmusili Madziarów do wycofania się na Równinę Panońską. Zapewniwszy sobie spokój na północy Symeon mógł wznowić działania przeciw Bizancjum. Jeszcze w tym samym roku w bitwie pod Bulgarofygon (obecnie Babaeski, we wschodniej Tracji) rozgromił wojska greckie i narzucił Bizantyńczykom korzystny dla siebie traktat pokojowy. Kupcy bułgarscy wrócili do Konstantynopola, a cesarstwo zobowiązane zostało do składania Bułgarom podarków w granicznym mieście Dewelcie.

#### Lata pokoju
Następne piętnaście lat upłynęło na ogół w spokoju. Raz tylko w 904 roku, wykorzystując najazd arabskiej floty korsarskiej na wybrzeża greckie, zakończony zdobyciem i złupieniem Tesaloniki (31.VII.904), Symeon najechał ziemie cesarskie wcielając do Bułgarii ziemie nad Strandżą, twierdzę Woden wraz z okolicą, ziemie nad dolnym Wardarem i znaczne obszary w Albanii. Graniczne słupy bułgarskie zostały wówczas wbite w odległości 20 kilometrów od Tesaloniki.

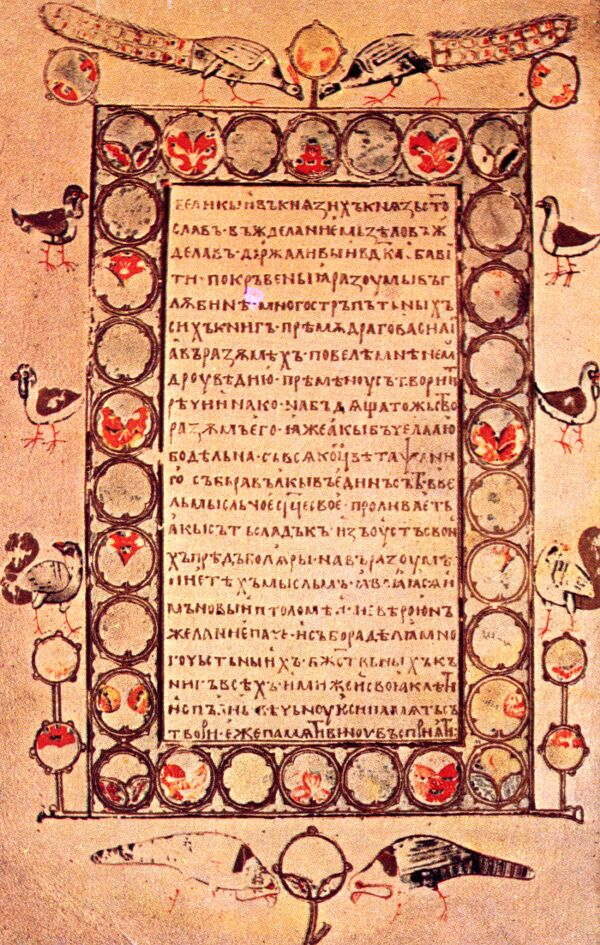
Pochwała Symeona

Symeon podjął w tych latach zamierzony na wielką skalę program rozbudowy nowej stolicy – Presławia. Według relacji współczesnego mu pisarza Jana Egzarchy przybywającego do miasta oszałamiał widok licznych wielkich cerkwi, marmurowych pałaców, fresków przedstawiających niebo i gwiazdy, słońce, księżyc a także kwiaty, drzewa i ryby. Pośród tych wszystkich wspaniałości zasiadał na tronie Symeon w szacie gęsto szytej perłami, z naszyjnikiem z medali na szyi, z bransoletami na rękach, w purpurowym pasie i z pozłacanym mieczem u boku. Jan Egzarcha zauważa jeszcze, że prosty bułgarski wieśniak, któremu dane było zobaczyć wszystkie te cuda, z trudem wracał do swego domostwa, ale też długo i z zapałem opowiadał potem swym bliskim o cudach nowej stolicy Symeona.
W tych latach wielkiego rozmachu nabrała działalność Klemensa z Ochrydy ucznia Cyryla i Metodego, pod koniec panowania Borysa I wysłanego w celu prowadzenia ewangelizacji na niedawno przyłączonych do Bułgarii ziemiach obecnej Albanii, do okręgu Dewol, między Jeziorem Ochrydzkim a Adriatykiem. Po objęciu władzy w 893 roku Symeon mianował Klemensa biskupem Weliki (Debricy) z siedzibą w Ochrydzie. W następnych latach w rejonie Jeziora Ochrydzkiego zogniskowała się apostolska, literacka i nauczycielska działalność Klemensa. W ciągu niemal trzydziestu lat swojej pracy wykształcił on około 3500 uczniów. Oprócz działalności nauczycielskiej wypełniał obowiązki administratora diecezji, wzniósł szereg cerkwi, odbywał liczne podróże misyjne po prowincji macedońskiej. Ponieważ Cyryl i Metody przetłumaczyli na język słowiański jedynie część Pisma Świętego i ksiąg liturgicznych dokonał przekładów niezbędnych tekstów. Pozostawił też po sobie kazania i homilie, biografię Cyryla i Metodego oraz eulogie świętych. Symeon wysłał Klemensowi do pomocy przebywającego dotąd w Plisce Nauma. Po ośmioletniej działalności nauczycielskiej Naum osiadł w założonym przez siebie klasztorze Świętych Archaniołów nad Jeziorem Ochrydzkim. Naum zmarł ok. 910 roku, Klemens w 916 roku. Dzięki ich ogromnemu wysiłkowi Ochryd stał się głównym ośrodkiem słowiańskiej kultury chrześcijańskiej.
Niezależnie od ośrodka w Ochrydzie, w Presławiu, stolicy Symeona, wyrosła znakomita szkoła pisarzy chrześcijańskich. W odróżnieniu od Klemensa i jego uczniów posługujących się głagolicą, alfabetem stworzonym przez Konstantyna, pisarze presławscy posługiwali się cyrylicą nieznacznie różniącą się od alfabetu Konstantyna. Ostatecznie to z cyrylicy, uznanej przez cara Symeona za oficjalny alfabet bułgarski miał się rozwinąć współczesny alfabet bułgarski.

#### Car Romejów

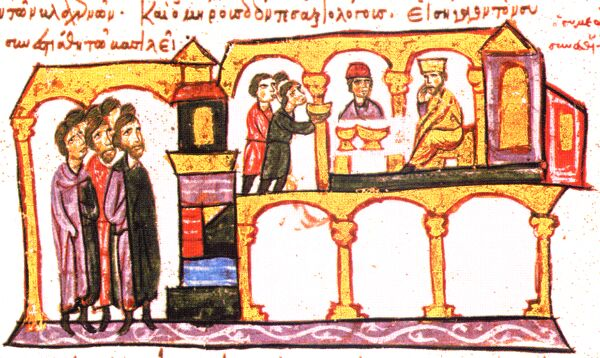
Symeon i Konstantyn VII na uczcie

Kolejna wojna wybuchła w 913 roku. Bezpośrednią przyczyną konfliktu była odmowa zapłaty daniny rocznej przez cesarza Aleksandra, następcę Leona VI. Po śmierci Aleksandra, wykorzystując trudności regentów, sprawowanej w imieniu 7-letniego Konstantyna VII, którzy musieli walczyć z pretendentami do tronu, Symeon wkroczył na ziemie cesarstwa i w sierpniu 913 roku stanął pod murami Konstantynopola. Celem bułgarskiego władcy nie była tym razem grabież czy podbój nowych ziem lecz zdobycie korony cesarskiej. Symeon, zwany przez Bizantyńczyków pół-Grekiem, pojętny uczeń swych greckich mistrzów, rozumiał, że może istnieć tylko jedno Cesarstwo rzymskie (Romejskie). Podjął więc próbę zastąpienia starego cesarstwa opartego na Grekach – nowym, uniwersalnym, bo obejmującym wszystkie ludy żyjące na Bałkanach, pod berłem Bułgarów.
Jeżeli jednak śmiałością swoich zamiarów przerósł swoich poprzedników, wkrótce miał się przekonać, że przyjdzie mu podzielić ich los, los tych którzy targnęli się na najpotężniejszą twierdzę ówczesnego świata. Regent, patriarcha Konstantynopola, Mikołaj Mistyk próbował powstrzymać Symeona, eks-brata w Chrystusie, listami, które pisał raczej łzami niż atramentem. Stolica była jednak dobrze przygotowana do obrony i ta okoliczność skłoniła Symeona do podjęcia pertraktacji z rządem bizantyńskim. Symeon został uroczyście przyjęty na dworze cesarskim przez patriarchę Mikołaja. Bizantyńczycy musieli uznać przewagę Symeona. Regent cesarstwa, przystał na daleko idące ustępstwa, a właściwie skapitulował przed potężnym władcą Bułgarii. Na dworze cesarskim wydano ucztę na cześć cara Symeona i jego synów, a Mikołaj Mistyk dokonał symbolicznej ceremonii koronacji. W asyście innych członków regencji włożył mu na głowę zamiast diademu własne omophorin.

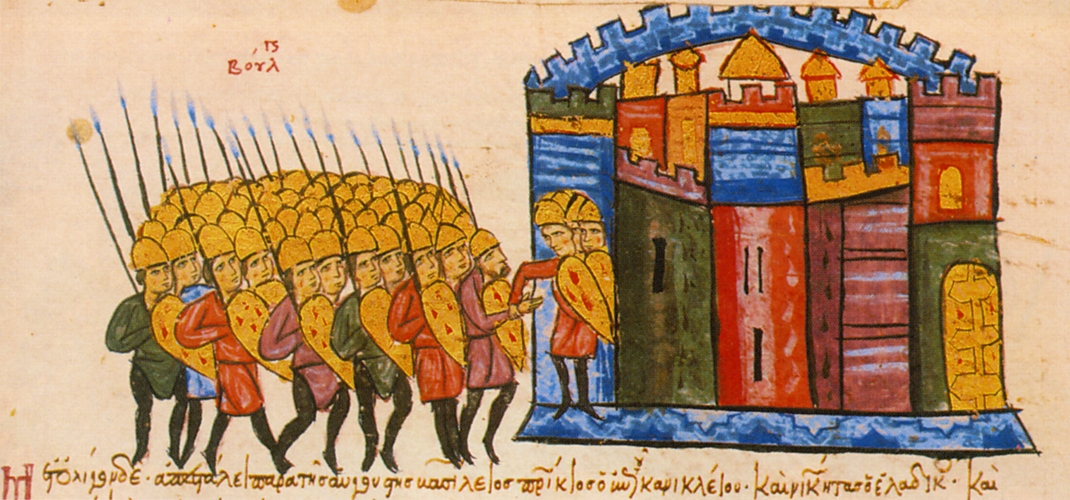
Zdobycie przez Bułgarów Adrianopola w 914 roku

Wprawdzie nie został tym samym uznany za współcesarza, a jedynie za basileusa (cesarza) Bułgarów. Mógł jednak liczyć, że znajduje się blisko zamierzonego celu skoro rząd bizantyński zobowiązał się ożenić młodego Konstantyna Porfirogenetę z jedną z jego córek. Jako teść małoletniego cesarza i sam nosząc tytuł cesarski mógł stać się faktycznym władcą Bizancjum. Po podpisaniu traktatu Symeon powrócił ze swoją armią do Bułgarii.
Niekorzystny traktat stał się przyczyną upadku regenta. Nowy rząd, na czele którego stanęła cesarzowa matka Zoe Karbonopsina odmówił zatwierdzenia układów zawartych przez poprzednika i uznał koronację Symeona za nieważną. W odpowiedzi Symeon ponownie najechał cesarstwo. We wrześniu 914 opanował Adrianopol, w latach następnych spustoszył okolice Tesaloniki i Dyrrachionu w Albanii. Przybrał teraz tytuł cesarza Rzymian (βασιλεὺς ΄Ρωμέων – basileus Rōmeōn) zgłaszając tym samym pretensję do władzy nad Bizancjum i zażądał by ludność grecka uznała go za swego władcę

#### Zwycięstwo nad Acheloos

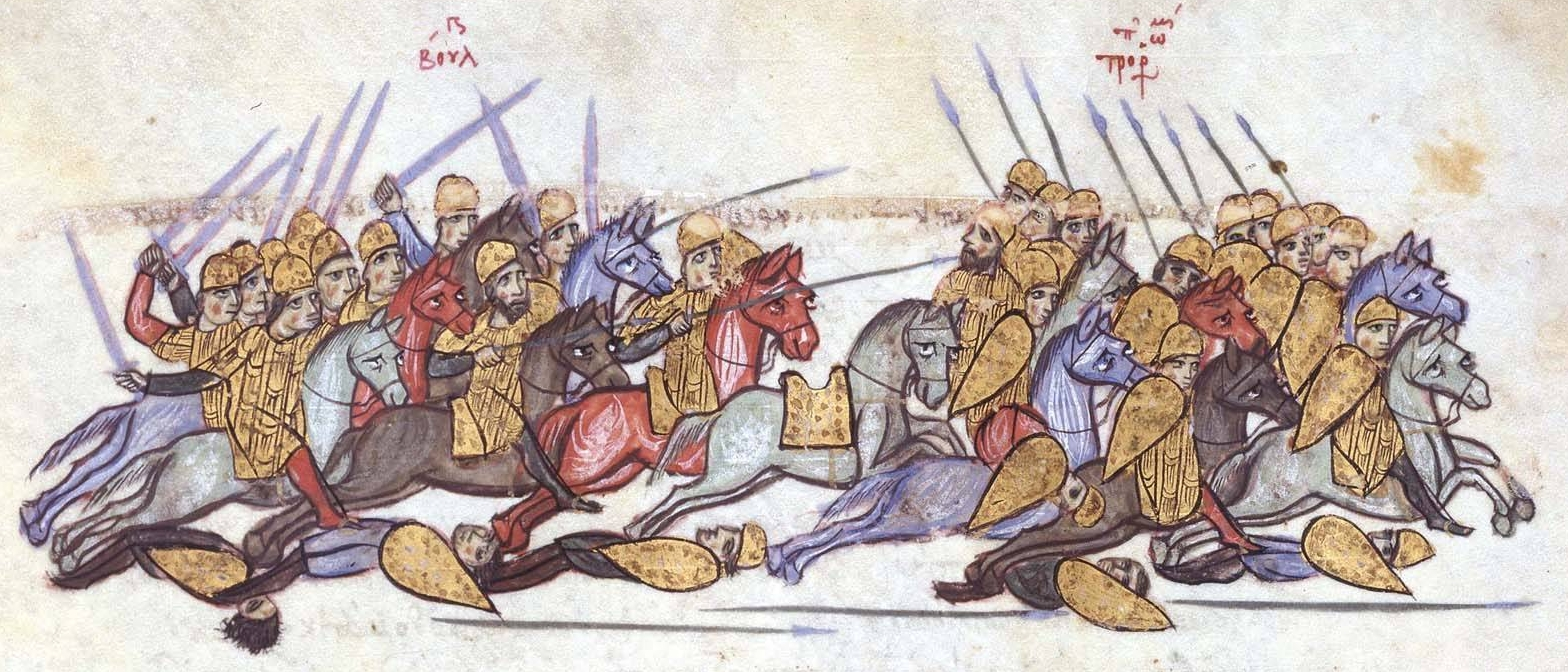
Bułgarskie zwycięstwo nad rzeką Achelo w 917 roku

Cesarstwo zdobyło się na kontruderzenie dopiero w 917 roku. Strategos Chersonezu – Gotii krymskiej, Jan Bugas, zawarł wtedy z upoważnienia cesarzowej pakt z Pieczyngami, zajmującymi południową część obecnej Ukrainy. Pieczyngowie zobowiązali się do dywersji na północnej granicy bułgarskiej, co miało umożliwić Bizancjum koncentrację armii w Tracji. Jednocześnie zawarto układ z emirami arabskimi zapewniający pokój na granicy wschodniej i umożliwiający przerzucenie przeciw Bułgarom wojsk z Anatolii pod wodzą Leona Fokasa. Pieczyngowie ostatecznie wycofali się z udziału w wojnie zrażeni trudnościami jakie czynił im drungariusz floty cesarskiej Roman Lekapen.

Mapa przedstawiająca przebieg bitwy nad Achelo

Symeon po skoncentrowaniu sił na równinie położonej między Messembrią a Anchialos mógł pozwolić wojskom bizantyńskim przekroczyć granicę i spokojnie czekać na nich na wybranym przez siebie terenie. 20 sierpnia 917 roku nad rzeką Acheloos rozegrała się decydująca bitwa. W trakcie bitwy car umiejętnie wykorzystał ukryte rezerwy do zadania decydującego ciosu na flankę przeciwnika. Dzięki udanemu manewrowi na flance Bułgarzy odcięli Grekom możliwość odwrotu na południe. Armia bizantyńska została okrążona i doszczętnie rozbita. Jej naczelny wódz ratował się ucieczką do pobliskiej Messembrii. Reszta armii została zniszczona w kolejnej bitwie pod Katasyrtą u bram Konstantynopola. Armia wysłana w tym samym roku do Serbii strąciła z tronu serbskiego sprzymierzeńca Bizancjum Piotra Gojnikovicia. W jego miejsce osadzono stronnika bułgarskiego Pawła Branovicia. W 918 roku Symeon spustoszył północną i środkową Grecję i dotarł do Zatoki Korynckiej
Tymczasem to co nie powiodło się Symeonowi osiągnął drunagariusz (admirał) floty cesarskiej Roman Lekapen. Po klęskach w walce z Bułgarami usunął w zręczny sposób cesarzową Zoe. W maju 919 roku młody cesarz Konstantyn poślubił jego córkę, a nowy regent otrzymał tytuł basileopatora. We wrześniu 920 roku zięć obdarzył go godnością cezara a w grudniu uczynił współcesarzem. Powodzenie Lekapena stanowiło cios dla zamierzeń cara Bułgarii. Patriarcha Mikołaj Mistyk w listach pisanych do Symeona starał się ułagodzić jego zawód. Symeon świetnie jednak zdawał sobie sprawę, że jeśli Lekapen utrzyma się w roli cesarskiego opiekuna, jego plany skazane są na niepowodzenie. Żądał więc złożenia z tronu rywala, dopóki jednak nie opanował Konstantynopola nie miał co liczyć na realizację swych żądań. Wprawdzie władca Bułgarów nadal pustoszył Trację. W 921 roku dotarł do Dardaneli, opanował półwysep Gallipoli i próbował wkroczyć do Azji Mniejszej aby zdobyć twierdzę Lampsak, jednocześnie druga armia bułgarska podeszła pod Konstantynopol i rozbiła stawiającą jej opór armię bizantyńską. W 923 roku ponownie zdobył Adrianopol.

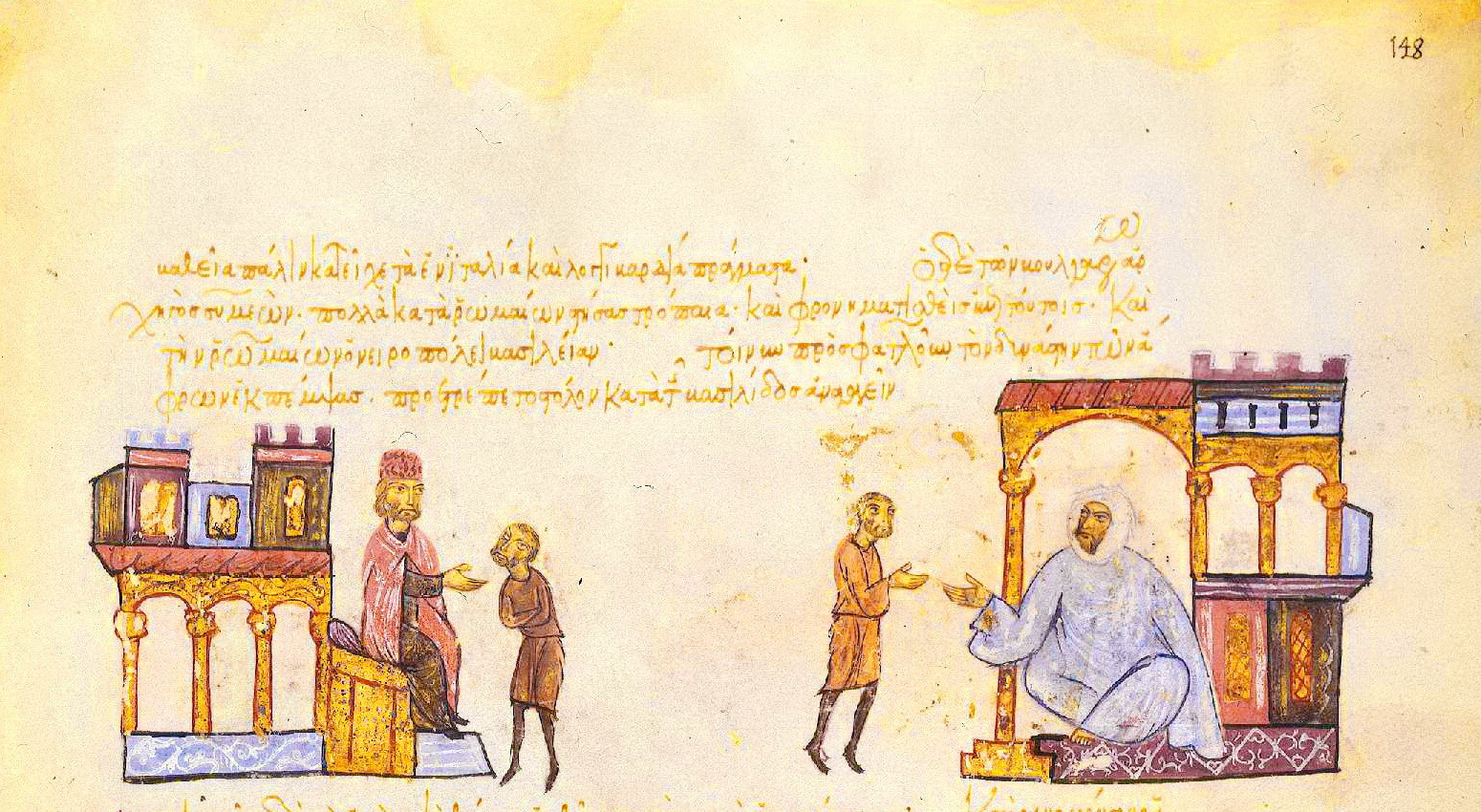
Symeon wysyła posłów na dwór arabskich Fatymidów

Nie umiał jednak zdobyć Konstantynopola. Przede wszystkim nie rozporządzał flotą konieczną do zdobycia tak potężnej twierdzy. Zawarł wprawdzie sojusz z Arabami z Egiptu co do wspólnego szturmu na mury miasta. Lekapenowi udało się jednak pokrzyżować te plany przelicytowując cara podarkami i obietnicą regularnych danin. W 924 roku Symeon ponownie obległ królową miast musiał jednak uznać, że jego potęga sięga tylko murów miasta, a dalej jest bezsilna. Jesienią 924 roku Symeon zmuszony był zawrzeć pokój z Bizancjum, kolejna próba opanowania stolicy cesarstwa zakończyła się niepowodzeniem. Zażądał wówczas osobistego spotkania z cesarzem Lekapenem. Cesarz bizantyński potwierdził tytuł cesarski Symeona, uznając w nim cara Bułgarów. Jednocześnie Roman uznał Symeona za swego brata, a nie jak dotąd syna cesarza Romejów.
W Bizancjum pogodzono się aczkolwiek niechętnie z istnieniem Cesarstwa Bułgarów. Wprawdzie w liście pisanym w 925 roku Lekapen energicznie protestował przeciwko używaniu przez Symeona tytułu cesarza Bułgarów i Romajów (Rzymian), ale w kolejnym wyjaśnia, że kwestionował pretensje Symeona do korony rzymskiej, ale nie jego prawa do godności cesarskiej jako takiej. Z drugiej strony przyjęty przez Symeona tytuł (βασιλεὺς Βουλγάρων καὶ ΄Ρωμαίων – basileus Boulgarōn kai Rōmaiōn) pozostawał jedynie demonstracją tak długo jak długo nie był on w stanie potwierdzić swych pretensji czynem.

#### Podbój Serbii

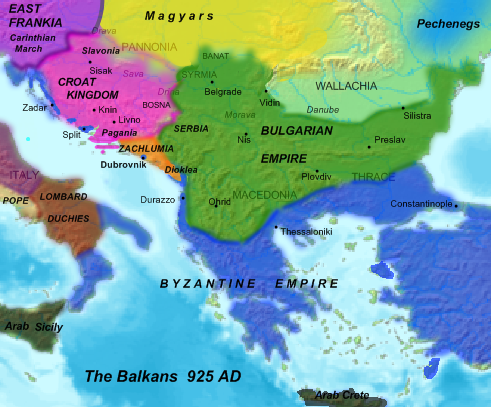
Mapa Bułgarii w okresie największego rozwoju terytorialnego państwa za panowania cara Symeona

Symeon musiał również zrezygnować z dalszego zdobywania Konstantynopola ze względu na trudności na zachodniej granicy. Już w 920 roku cesarz Roman Lekapen podjął próbę osadzenia na tronie serbskim własnego pretendenta Zachariasza Pribislavovicia. Ustanowiony przez Symeona Paweł Branović pokonał go, po czym przeszedł na stronę bizantyńską. Car Symeon nie pozostawił spraw w Serbii samym sobie. Zrzucił Branovicia z tronu i osadził na nim niedawnego pretendenta bizantyńskiego Zachariasza. Dyplomacji bizantyńskiej udało się jednak również jego przeciągnąć do swojego obozu. Pamiętając o dobrodziejstwach cesarza Romejów – jak pisze Konstanty Porfirogeneta – Zachariasz przeszedł na stronę Bizancjum. Ostatecznie to Bułgaria, a nie odległe cesarstwo, groziła wówczas istnieniu Serbii. Aby zapewnić sobie spokój na zachodzie Symeon wysłał w 924 roku armię do Serbii. Zachariasz pokonał ją, a głowy pokonanych wodzów bułgarskich odesłał jako trofeum do Konstantynopola. Tryumf Zachariasza był jednak krótkotrwały. Po zawarciu pokoju z Bizancjum do Serbii wkroczyła nowa wielka armia bułgarska, prowadząc nowego pretendenta do tronu serbskiego Czasława Klonimirovicia. Zachariasz zbiegł do Chorwacji, a Bułgarzy uwięzili żupanów serbskich, którzy przybyli do obozu bułgarskiego powitać nowego władcę. Serbia została spustoszona i przyłączona do Bułgarii.
Aby definitywnie wyjaśnić sytuację na swej zachodniej granicy w 926 roku Symeon wysłał armię pod wodzą Alogobatura do Chorwacji, wspierającej Serbię w walkach przeciw Bułgarii. Armia bułgarska poniosła jednak w Chorwacji dotkliwą klęskę i Symeon był zmuszony zawrzeć za pośrednictwem legata papieskiego pokój z Chorwatami.

#### Nagła śmierć
Teraz Symeon mógł już bez przeszkód zająć się decydującą wyprawą przeciwko Bizancjum. Odnowił garnizony w Tracji. Podburzył plemiona słowiańskie przeciw cesarstwu. W trakcie przygotowań do wojny zmarł jednakże, 27 maja 927 roku.
Apokryficzna opowieść bizantyńska podaje, że w maju 927 roku astrolog cesarski przepowiedział Romanowi Lekapenowi, że nić żywota Symeona związana jest z istnieniem jednej z kolumn na forum Konstantynopola. Zdesperowany cesarz nakazał wyłamać kolumnę z forum. O tej samej godzinie car Symeon zmarł na atak serca.

## Upadek państwa

### Zapaść państwa za cara Piotra I
Za tytuł cesarski i wspaniałe podboje przyszło Bułgarii zapłacić bardzo wysoką cenę. Kraj był wyczerpany długotrwałym wysiłkiem wojennym, a struktury państwa zbyt młode by przetrzymać kryzys. Kiedy zabrakło silnej osobowości Symeona ujawniły się ukryte dotąd konflikty wewnętrzne. Po śmierci Symeona władzę objął z pominięciem najstarszego Michała, przeznaczonego przez ojca do stanu duchownego, syn z drugiego małżeństwa Piotr I (927–969). W imieniu młodego i słabego władcy rządził jego wuj bojar Georgi Sursuwuł. W 927 roku Bułgarzy zawarli na 40 lat traktat pokojowy z Bizancjum. Bułgaria zatrzymała zdobycze Symeona, a władca Bułgarii rezygnował z pretensji do panowania nad Konastantynopolem zadowalając się tytułem basileusa Bułgarów i coroczną daniną. Car Piotr poślubił wnuczkę cesarza Romana Lekapena Marię
Pokój zawarty z cesarstwem spowodował ostrą reakcję frakcji wojennej. Przeciw bizantynizacji obyczajów i strojów na dworze w Presławiu ostro wypowiedzieli się dwaj synowie Symeona: Iwan i Bojan (Beniamin). W początkach 928 roku „Symeonowi wielmoże” uknuli spisek przeciw carowi i Georgiemu Sursuwułowi. Na czele spisku stanął syn Symeona, Iwan. Spisek został jednak wykryty, a jego przywódca wtrącony do lochu, a następnie osadzony w klasztorze i w końcu skazany na wygnanie. W 930 roku zbiegł z klasztoru starszy brat Piotra Michał i w bułgarskich górach utworzył rodzaj zbójeckiego królestwa.
Korzystając z waśni bułgarskiego rodu carskiego, w 928 roku pod wodzą zbiegłego z Bułgarii księcia Czasława niezależność odzyskała Serbia. W 934 roku ziemie bułgarskie najechali Madziarzy pustosząc kraj aż po Trację. Liczba pojmanych była tak wielka, że ładną kobietę można było kupić za jedwabną sukienkę.
Długoletni rozwój społeczny, który doprowadził do wytworzenia się w miejsce wolnej ludności wiejskiej warstwy bogatych bojarów i zależnego chłopstwa, zmienił układ sił w państwie na niekorzyść władzy centralnej. Proces ten, przyspieszony przez długoletnie wojny Symeona, doprowadził do powstania całkowicie niemal niezależnych od władzy cara wielkich posiadłości bojarskich. Hojne nadania ziemskie cara Piotra na rzecz klasztorów spowodowały pojawienie się w krótkim czasie również wielkiej własności kościelnej. Organizacja gospodarki w dobrach kościelnych na wzór grecki, oparta na pracy ludzi kościoła (klerików) i niewolnych chłopów (parików), choć niewątpliwie gospodarczo korzystna, wzmagała jeszcze proces rozwarstwienia i przekształceń społecznych. Niepokoje wewnętrzne, następujący proces przemian społecznych i rosnące ciężary finansowe na rzecz państwa, przyczyniły się do gwałtownego rozprzestrzenienia się na ziemiach bułgarskich herezji wyznawanej przez zamieszkujących Trację, a przesiedlonych w VIII i IX wieku z Azji paulicjan. Manichejską naukę paulicjan podjął w Bułgarii pop Bogomił, od jego imienia wyznawców nazwano bogomiłami. Bogomił głosił, że świat materialny jest dziełem Złego i domeną szatana, odrzucał obrzędy i organizację kościelną, odrzucał posiadanie dóbr i istniejący porządek społeczny. Car Piotr podjął szeroko zakrojoną akcję walki z bogomiłami. Prześladowania objęły wyznawców sekty i ich dzieła.
Słabnięciu państwa bułgarskiego towarzyszył stały wzrost potęgi Bizancjum. Nieświadom tego Piotr I pod koniec swego panowania wysłał w 965 roku do Konstantynopola, do odnoszącego świetne tryumfy na wschodzie cesarza Nicefora Fokasa, poselstwo z żądaniem zapłaty trybutu płaconego przez jego poprzedników. Rozgniewany Nicefor kazał biczować posłów, po czym odesłał ich z pogróżkami do Bułgarii. Zajęty na wschodzie, dla usunięcia groźby wojny z Bułgarią, nakłonił do najazdu na Bułgarię księcia kijowskiego Światosława. W 968 roku Światosław najechał Bułgarię, wprawdzie musiał zawrócić, bo pod jego nieobecność Pieczyngowie oblegli Kijów, jednak już latem 969 roku był z powrotem. Car Piotr na wieść o pierwszej porażce Bułgarów został porażony atakiem paralitycznym i jeszcze w tym samym roku zmarł.

### Upadek

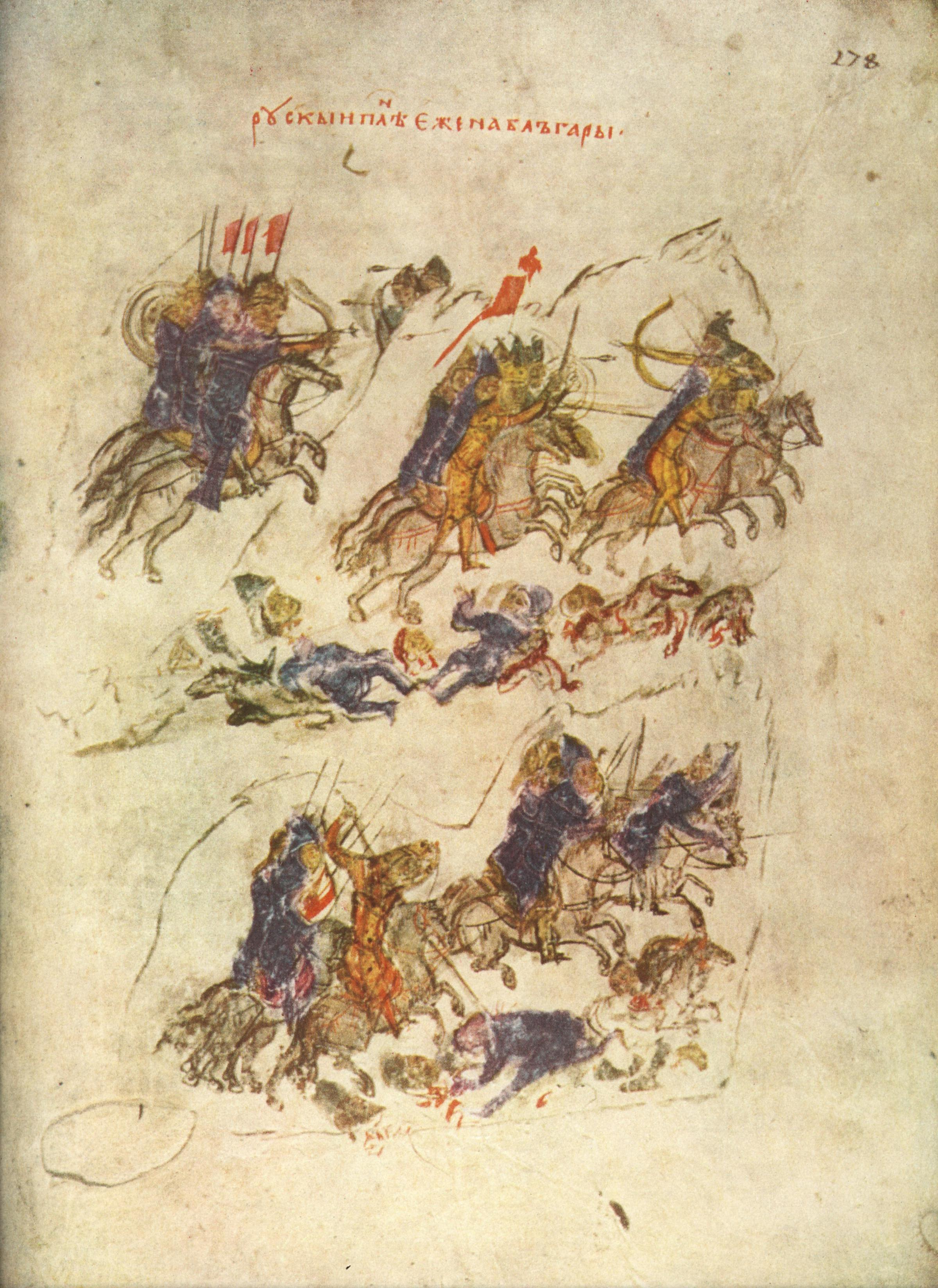
Książę Światosław w Bułgarii

Choroba, a potem śmierć cara ułatwiła Światosławowi podbój Bułgarii. Opanowawszy Presław nosił się nawet z zamiarem przeniesienia tam stolicy swego państwa. Nicefor poniewczasie spostrzegł swój błąd. Dla wzmocnienia oporu Bułgarów wysłał do Bułgarii dwóch synów Piotra I przebywających w Konstantynopolu jako zakładnicy: Borysa II (969–971) i Romana. Borys II objąwszy tron po ojcu nie potrafił jednak sprostać Światosławowi. Ostatecznie po nowych klęskach armii bułgarskiej zawarł porozumienie ze Światosławem, w którym uznawał księcia Rusi za zwierzchniego władcę całej Bułgarii i wodza jej wojsk. Borysowi nie podporządkowali się czterej bracia Komitpulowie, którzy oderwali od Bułgarii ziemie położone w Macedonii.
Tymczasem w wyniku przewrotu pałacowego 11 grudnia 969 został zamordowany cesarz Nicefor Fokas, a na tron wstąpił Jan I Tzimiskes. Ponieważ rokowania ze Światosławem nie przyniosły rezultatu, cesarz po szybkim marszu gwałtownym atakiem zajął Presław. W Bułgarii wystąpił jako protektor młodego cara Borysa II, czym zjednał sobie poparcie bojarów bułgarskich, mających nadzieję na odbudowę państwa bułgarskiego pod opieką bizantyńską. Po zdobyciu Presławia Jan Tzimiskes ścigał armię ruską aż do Drystry, po czym obległ zamkniętego w twierdzy Światosława, a flota grecka zaopatrzona w ogień grecki odcięła księciu drogę odwrotu przez Dunaj. Po trzymiesięcznym oblężeniu Światosław skapitulował. Pod koniec czerwca 971 roku opuścił Bułgarię, zobowiązawszy się nigdy więcej nie najeżdżać ziem cesarstwa.
Wbrew nadziejom Jan Tzimiskes nie wskrzesił państwa bułgarskiego. Grody bułgarskie obsadził greckimi garnizonami podlegającymi strategowi bizantyńskiemu rezydującemu w stolicy nowo utworzonego temu ze stolicą w Drystrze (bizantyńskim Dorostolonie) przemianowanej na cześć męczennika Teodora Stratilata na Teodoropolis. Presław na cześć zwycięskiego cesarza otrzymał nazwę Joannopolis. Borys II i jego brat uczestniczyli w tryumfie zwycięskiego cesarza w Konstantynopolu i pozostali w stolicy cesarstwa jako jeńcy.

## Carstwo zachodnie

### Sukcesy Samuela Komitopula

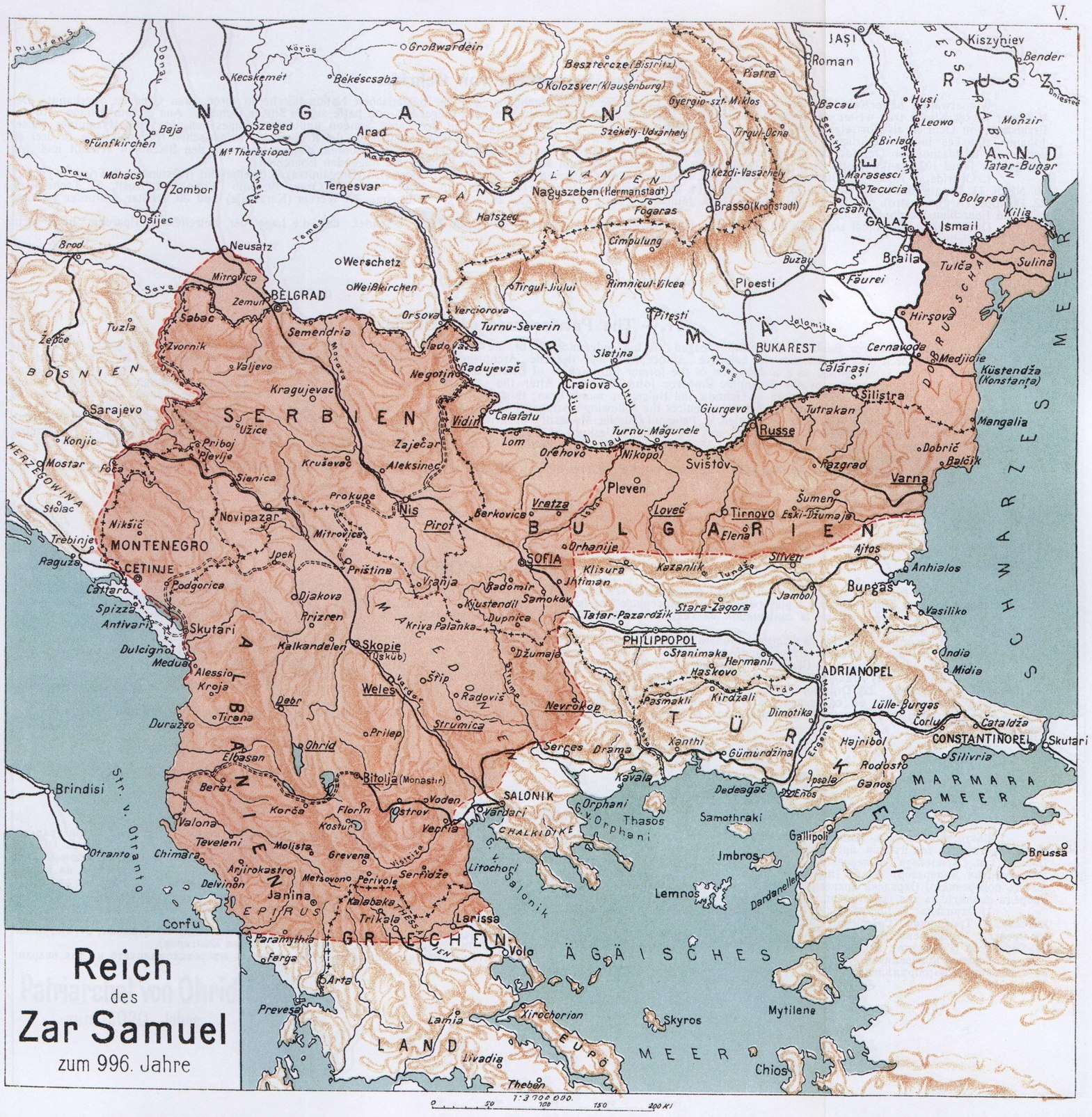
Bułgaria za panowania Samuela

Ziemie zachodnie państwa bułgarskiego zarządzane przez czterech braci Komitopulów: Dawida, Mojżesza, Arona i Samuela nie zostały włączone do Bizancjum. Jan Tzimiskes zadowolił się uznaniem go przez braci za zwierzchniego władcę wszystkich ziem bułgarskich. Tzimiskes utworzył nowe temy ze stolicami w Werroi, Wodenie i Strymonie. Sredec, Nisz, Skopje i Ochryda pozostały poza okupacją wojskową i tymczasowo obie strony zaakceptowały to rozwiązanie. Tzimiskes z uwagi na prowadzoną na wschodzie wojnę z Arabami, komesi bułgarscy, by zyskać czas na przygotowania do walki z Bizancjum. W 976 roku wybuchło w Sredcu powstanie antybizantyńskie. Dwaj starsi bracia już nie żyli: Dawid zginął zabity przez włóczęgów, Mojżesz pod murami obleganej twierdzy Serres. Rywalizację pomiędzy Aaronem a Samuelem rozstrzygnął na swoją korzyść najmłodszy z braci nakazując zamordować Aarona wraz z całą niemal rodziną.
W 985 roku Samuel zajął Tesalię i zdobył jej główne miasto Larisę. W następnym roku odparł najazd następcy Tzimiskesa, Bazylego II i rozbił 17 sierpnia wycofujące się wojska na przełęczy zwanej Bramą Trojana. W jego ręce wpadł obóz grecki, Bazyli ratował się ucieczką. W 986 roku zbiegł z niewoli bizantyńskiej Roman, młodszy syn cara Piotra. Został przez Bułgarów proklamowany władcą państwa i koronowany na cara (986–991). Przybrał wówczas imię Symeona. Na stolicę Samuel wyznaczył mu Skopje. Samuel jako namiestnik i naczelny wódz z ramienia Romana zdobył w następnych latach Bułgarię naddunajską z Presławiem, grody Werrię i Serwię w południowej Macedonii, a 989 roku Albanię z twierdzą Dracz i cały Epir. W 991 roku car Roman dostał się do niewoli bizantyńskiej, Samuel mógł więc koronować się na cara. W 996 roku podjął próbę zdobycia Tesaloniki, wtargnął poprzez Beocję i Attykę na Peloponez, został jednak pobity podczas powrotu z wyprawy przez wodza bizantyńskiego Nicefora Uranosa nad rzeką Sperchios pod Termopilami. Mimo poniesionej klęski w 998 lub 999 podbił Duklę (obecnie Czarnogóra) i wtargnął do Dalmacji. Państwo Samuela osiągnęło apogeum swego rozwoju, obejmowało Macedonię z wyjątkiem Tesaloniki i Półwyspu Chalkidiki, Tesalię, Epir, Albanię, księstwa serbskie: Duklę, Zahumle, Raszkę i Bośnię, okręg Sirmium oraz Bułgarię naddunajską. Trzon państwa stanowiła Macedonia. Stolicę Samuel przeniósł do Ochrydy. Na czele tego rozległego państwa stała carska rodzina i grupa wielkich bojarów zwanych z grecka archontami – pełniących funkcje zarządców grodów i ziem wchodzących w skład carstwa. Armię tworzyło drobne bojarstwo trudniące się zawodowo wojaczką i grupy chłopów-żołnierzy.

### Kontrofensywa Bizancjum

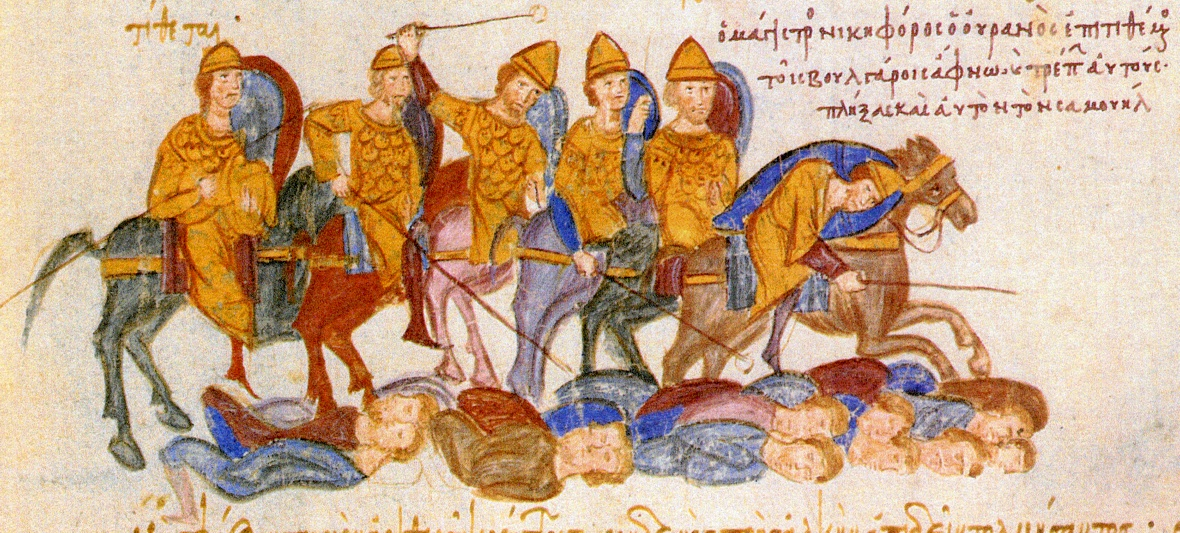
Bitwa pod Kleidion, 29 lipca 1014

Około roku 1000 układ sił pomiędzy Bizancjum a Bułgarią uległ zmianie. Bazylemu udało się zakończyć wojnę domową i pokonać opozycję. W 1001 roku rozpoczęła się wielka ofensywa bizantyńska. Bazyli przedarł się przez Bramę Trajana i zdobył Serdikę. W tym czasie jego strategowie podbili Bułgarię naddunajską zdobywając Mały i Wielki Presław i Pliskę. W następnym roku Bazyli zwrócił się na południe i zdobył główne twierdze Macedonii Egejskiej: Werreię i Serwię, odzyskał Tesalię, a następnie po zaciekłych walkach zdobył Woden. W 1003 roku przeniósł walki nad Dunaj i po ośmiomiesięcznym oblężeniu zdobył Widyń. Nie poniechał założonego celu, mimo że Samuel w tym czasie zdobył Adrianopol. W 1004 roku Bazyli wyprawił się w głąb carstwa Samuela. Odniósł zwycięstwo nad armią bułgarską nad Wardarem, bramy Skopje stanęły przed nim otworem. W 1005 roku Bizantyńczycy wskutek zdrady dowódcy twierdzy opanowali Dracz. Centrum państwa Samuela zostało otoczone z trzech stron przez tereny bizantyńskie.
Decydujące uderzenie Bazyli zadał dopiero w 1014 roku. 29 lipca w wąwozach pasma górskiego Belasica, oddzielającego Macedonię Wardarską od Egejskiej wojska bułgarskie zostały otoczone i rozbite, a car ratował się ucieczką do Prilepu. Bazyli rozkazał oślepić jeńców, których liczba wedle kronik greckich wynosiła 14 000. Co setnemu jeńcowi pozostawiono jedno oko, by mógł poprowadzić 99 ślepych towarzyszy. Na widok strasznej kolumny ślepców Samuel dostał apopleksji i zmarł 6 października 1014 roku w Prilepie.
Tron carski objął syn Samuela Gabriel Radomir, który jednak już w następnym roku został zabity przez swego stryjecznego brata Iwana Władysława (1015–1018), syna Arona, którego ocalił kiedyś od śmierci z rąk swego ojca Samuela. Bizantyńczycy zdobywali kolejne grody w Macedonii. Los carstwa przesądziła ostatecznie śmierć Iwana Władysława pod murami obleganego przez niego Dracza w lutym 1018 roku. Carowa wdowa Maria skapitulowała, pod bramami Ochrydy spotkała się z tryumfującym Bazylim. Za przykładem carowej poszli wojewodowie Iwana Władysława. Pojedyncze próby oporu Bazyli złamał siłą. Najdłużej do 1019 roku bronił się wojewoda Sirmium.